# Ford Transit
Ford Transit (укр. Форд Транзіт) — серія фургонів, мікроавтобусів і пікапів, які виробляє Ford Motor Company в Туреччині для Європи, переважно як вантажний фургон, але також доступний в інших конфігураціях, включаючи великий пасажирський фургон (продається як Ford Tourneo на деяких ринках з 1995 року), шасі фургона з розрізами та пікап. Автомобіль також відомий як Ford T-Series (T-150, T-250, T-350), номенклатура, яка ділиться з іншими легкими комерційними автомобілями Ford, вантажівками Ford F-Series і шасі Ford E-Series. Станом на 2015 рік було продано 8 мільйонів фургонів Transit, що робить його третім найбільш продаваним фургоном усіх часів; його випускали на чотирьох базових поколіннях платформ (дебютували в 1965, 1986, 2000 та 2013 роках відповідно), з різними "підтяжками обличчя" версії кожного.
Transit став найбільш продаваним легким комерційним автомобілем у Європі протягом 40 років, а в деяких країнах слово «Transit» увійшло у вжиток, як назва будь-якого легкового комерційного фургону з розміром того ж класу.

## Перше покоління (1953—1965)

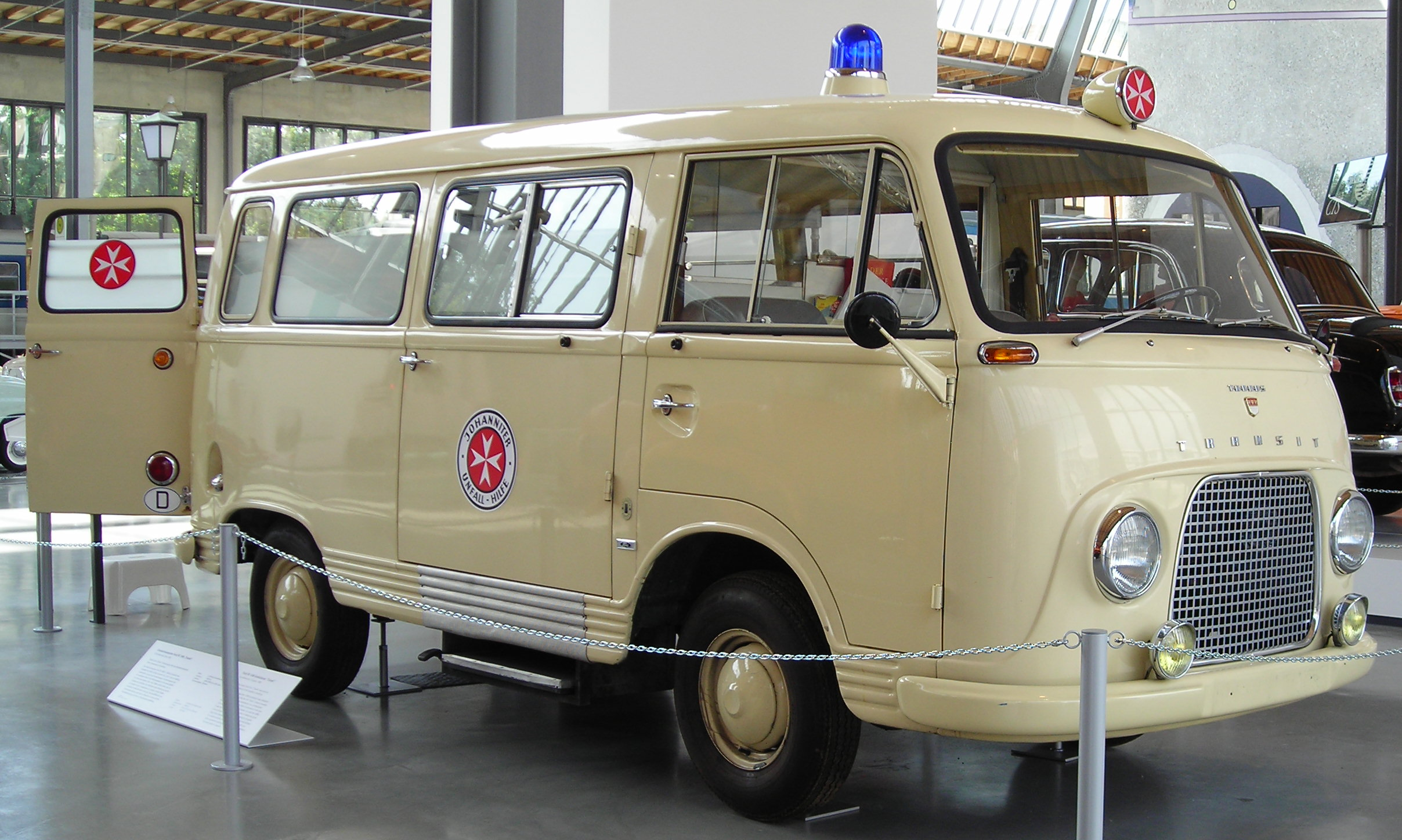
Ford FK 1000 (1953-1961)

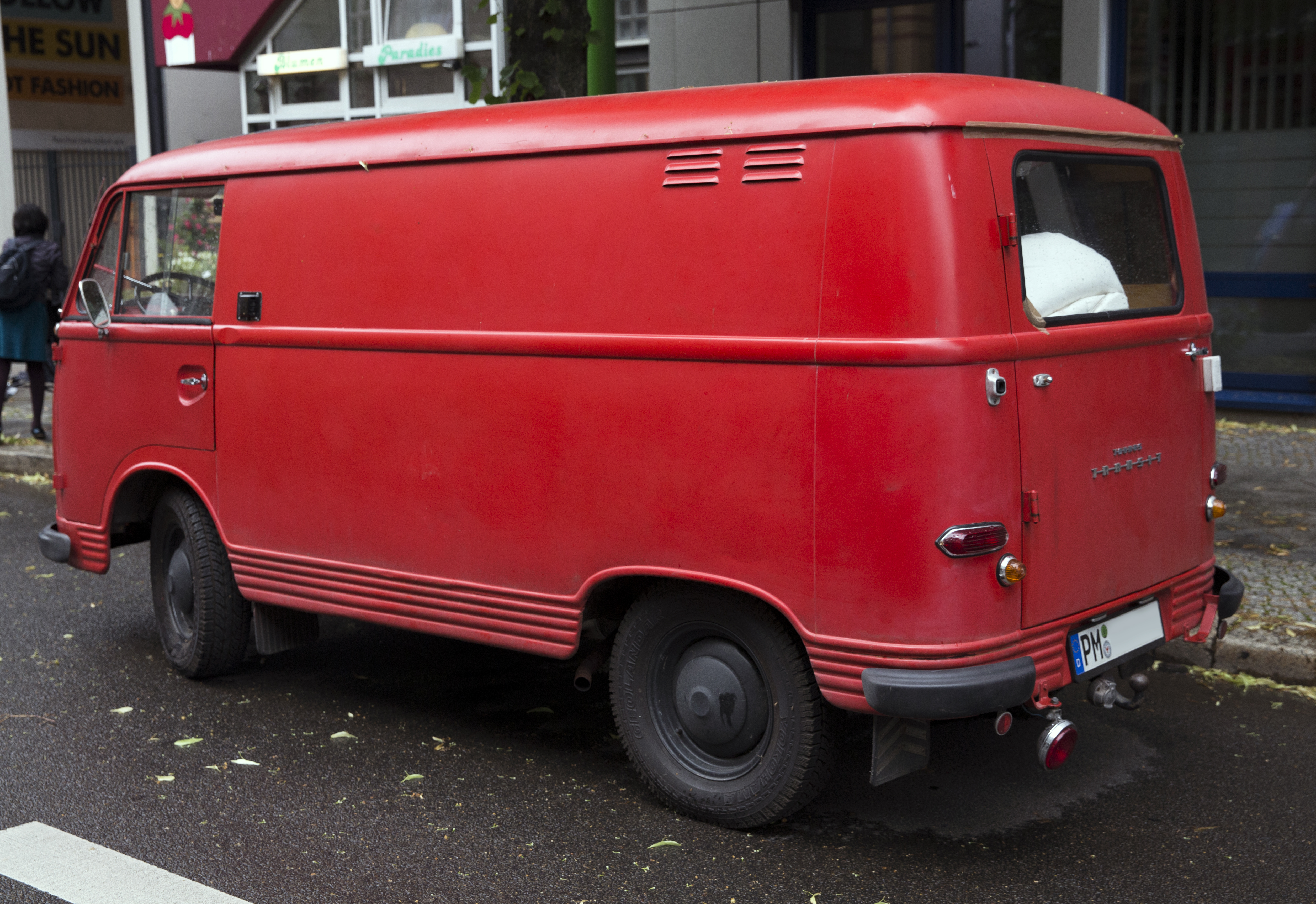
Ford Taunus Transit (1961-1965)

Відомий в Німеччині як Transit «першого покоління»
На відміну від «сімейства» Transit англійської збірки, першим виробом Форд, якому призначалося носити емблему «Transit» був фургон, зібраний на фордівському заводі в місті Кельн (Cologne) в Німеччині. Фургон був представлений в 1953 році як FK 1000 (Ford Köln перевозить 1000 кг). 
На початку 1958 року в асортимент була додана нова модель FK 1250 вантажопідйомністю 1250 кг.
З 1961 року автомобіль називався Ford Taunus Transit. Випуск цієї моделі був припинений в 1965 році. Всього виготовлено 255 824 автомобілів.

### Система іменування
Німецький автомобіль широко не експортувався, тому мітка «Mark 1» зазвичай застосовується, ретроспективно, до англійської моделі 1965-1978 рр. (див. нижче). Поки було 3 основних платформи Транзита з 1965 року, різні удосконалення та зовнішні зміни впродовж років спонукали до використання суперечливої послідовності «Mark»-номерів, за одними джерелами, нумерують зовнішні реконструкції, за іншими - ні. Власний історичний погляд Форд на випуск Транзиту, опублікований для запуску моделі 1994 року, уникає цього питання, посилаючись на покоління Транзиту, вироблених з роками. Тому ця стаття робить спробу згадати про всі системи іменування.

### Двигуни
- 1,2 л І4 38 к.с.
- 1,5 л І4 55 к.с.

## Друге покоління (1965—1978)
Сполучене Королівство «Mark 1»; Німеччина «Друге покоління»

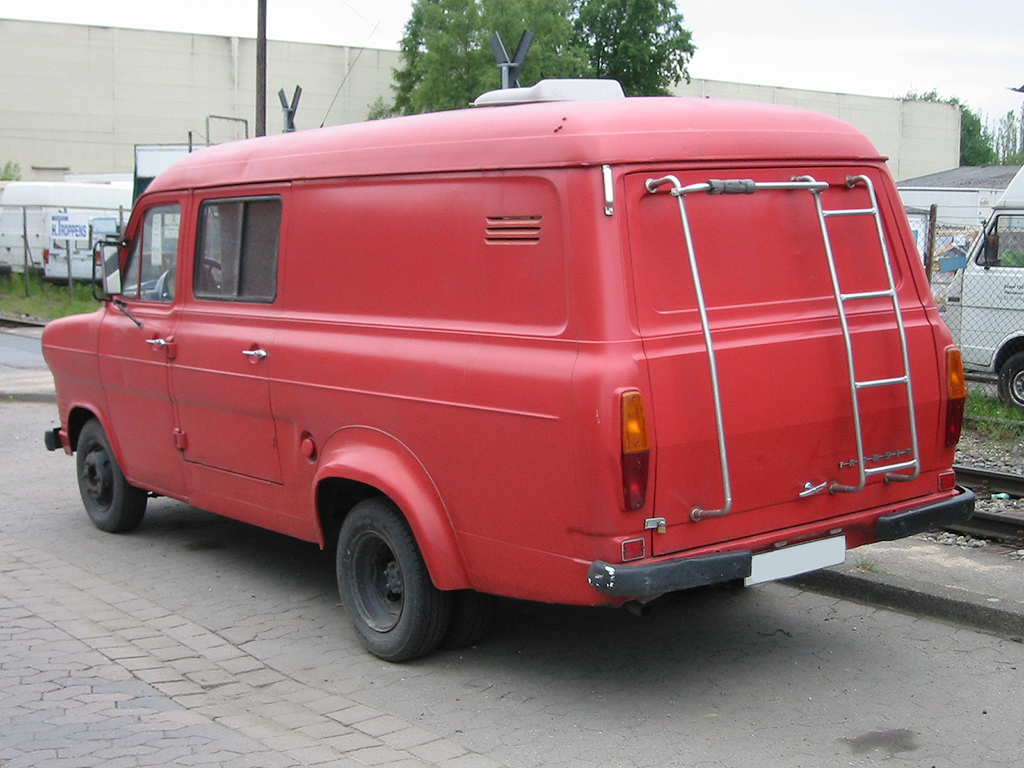
Мікроавтобус Ford Transit Mark I (Нумерація Сполученого Королівства)

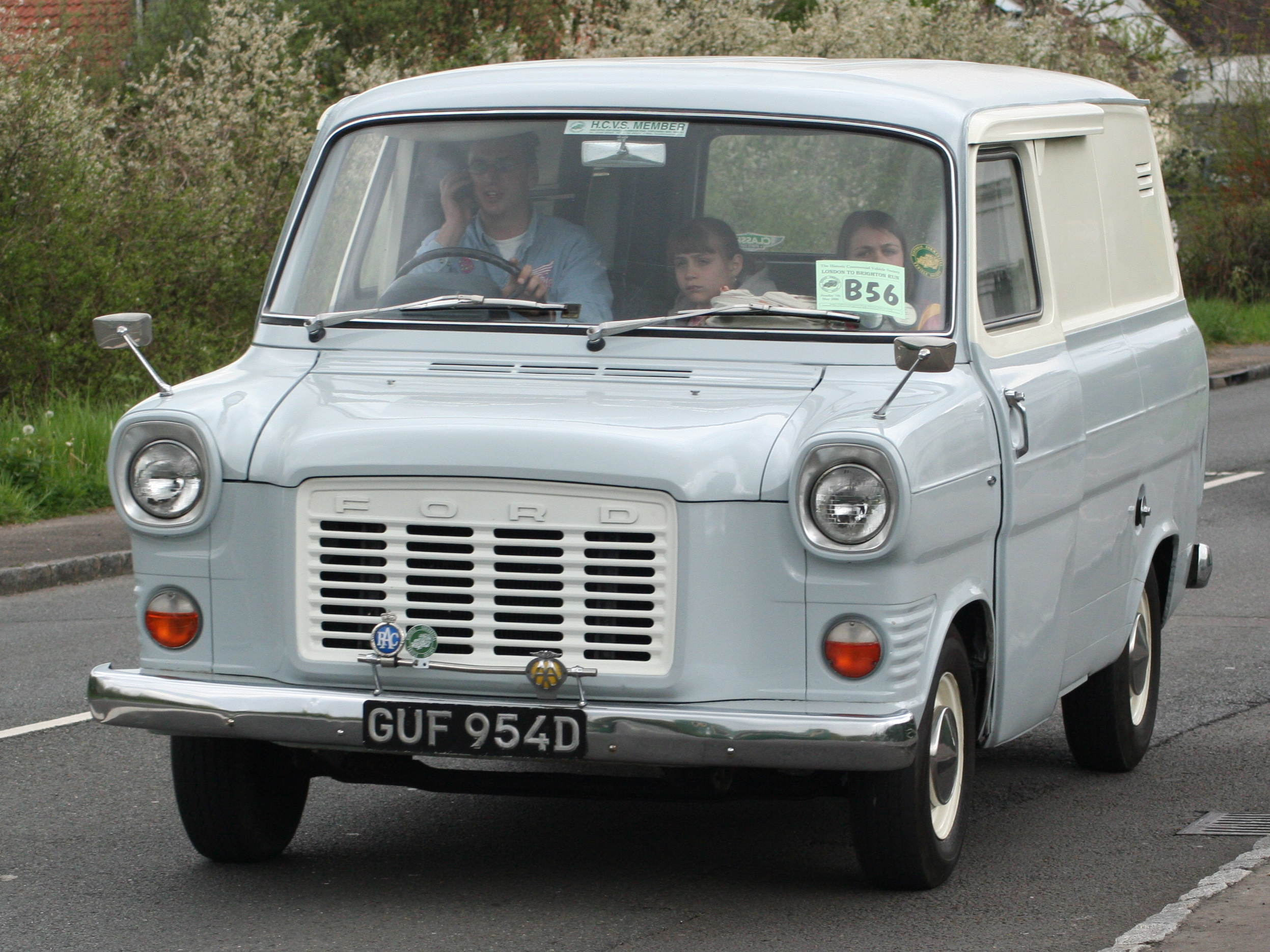
Ford Transit зі зміненим носом і подовженим капотом для дизельних і пізніших двигунів V6.

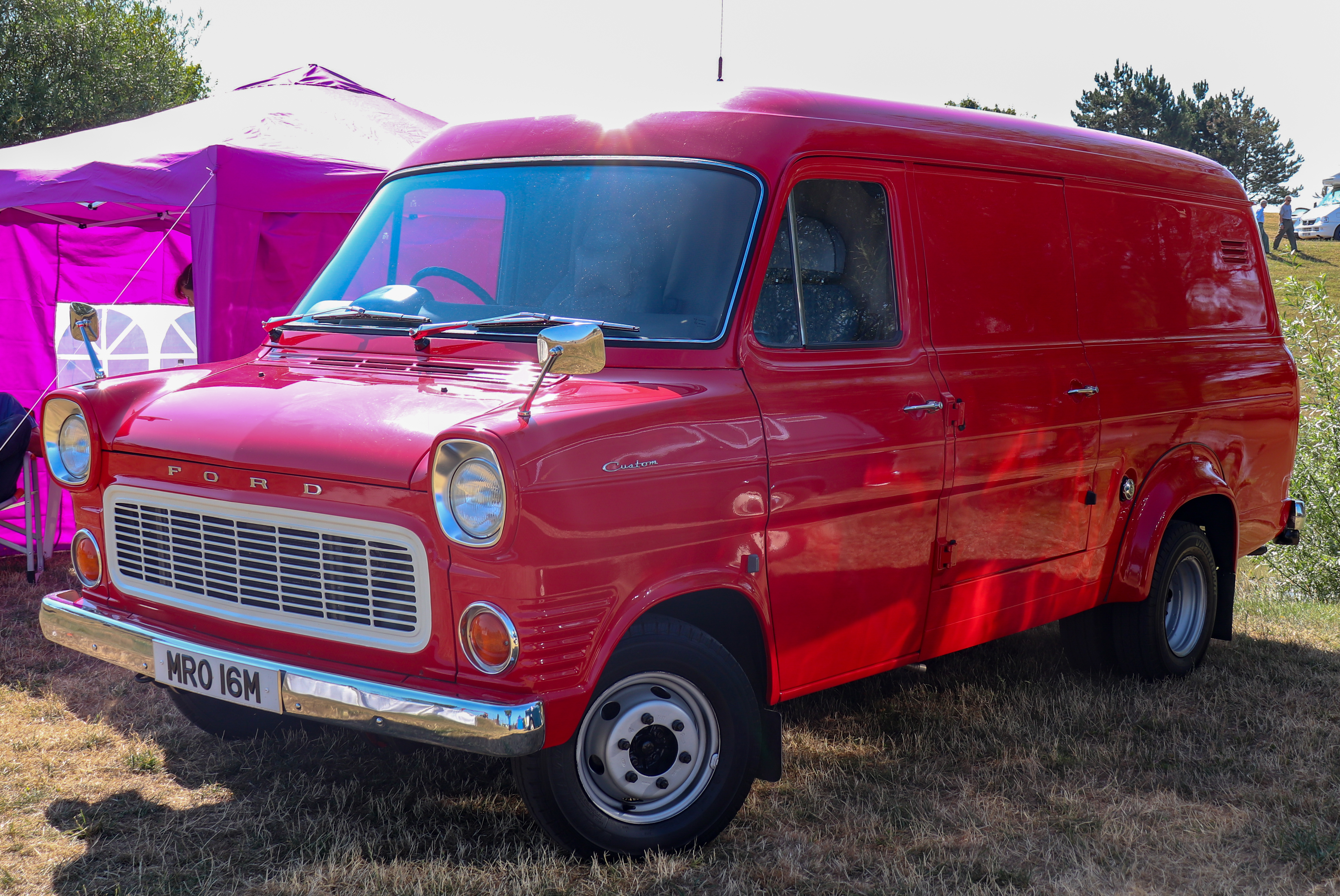
Фургон Ford Transit Mark I (1971-1978)

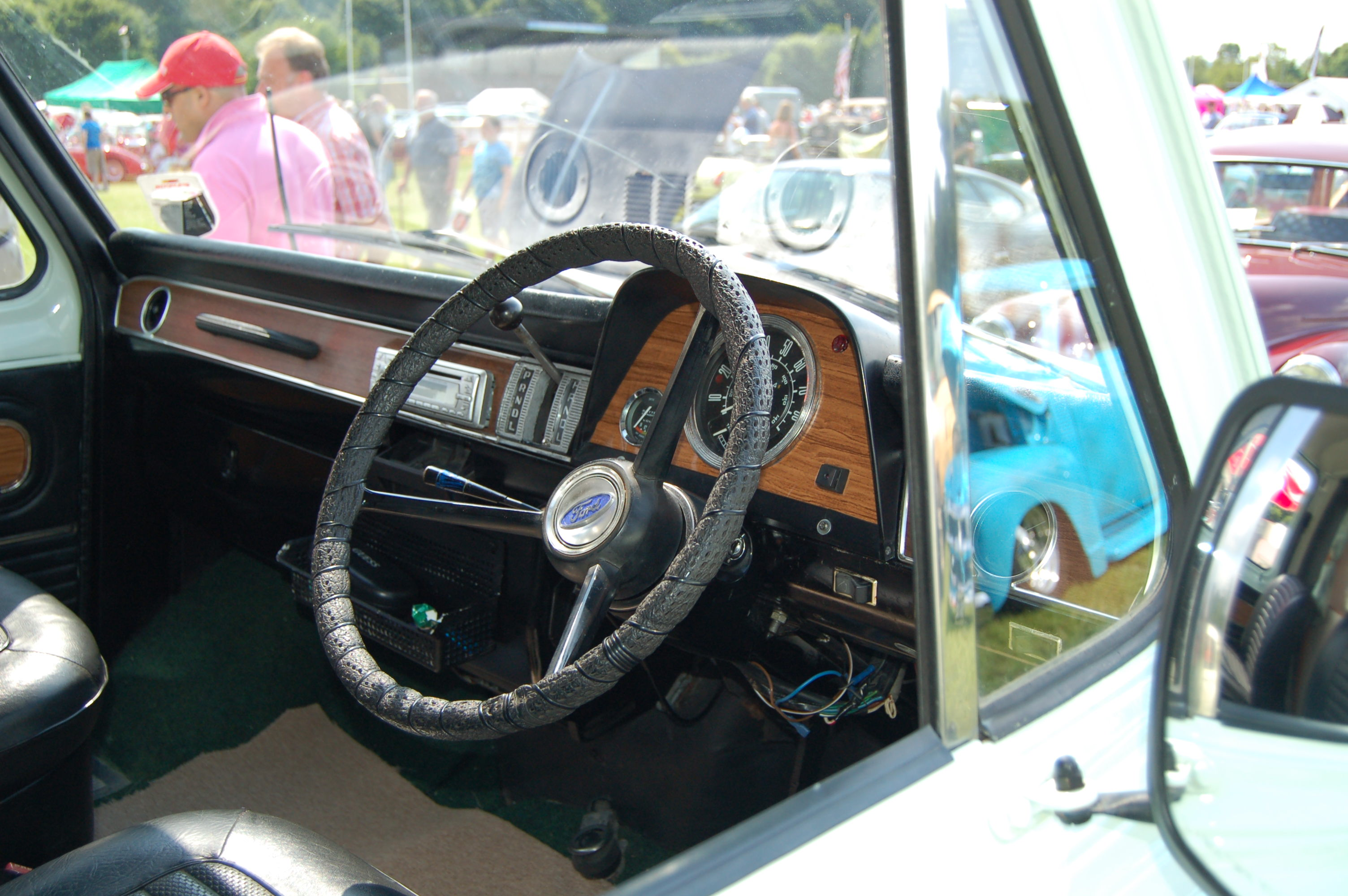

Перший справжній Ford Transit був представлений в жовтні 1965 року, і безперервно випускався дотепер. Фургон випускався спочатку на заводі Ford Ленглі в Беркширі, Англія (колишній літакобудівний завод Другої світової війни, який виготовляв винищувачі Хоукер Харрікейн), але оскільки попит випереджав можливості заводу, виробництво було переміщено в Саутгемптон, де з тих пір і залишається. Транзити також випускалися в Туреччині та на Генкському заводі Ford в Бельгії. Transit виготовляється і в Китаї для китайського ринку.
Transit був запропонований як заміна Ford Thames 400E — маленький средньомоторний передньоприводний фургон, відомий своєю вузькою колією, який конкурував із схожими зовні, але більшими за розміром автомобілями BMC J4, Morris Commercial J2 та Rootes Commer PB. В англійському сегменті ринку тоді домінував Bedford CA, конкурент фордівському Thames, який через його обмежену вантажну площу, не дозволяв завоювати достатню кількість клієнтів: так Форд повернувся до креслярської дошки і переключився на конфігурацію з двигуном розташованим спереду, за курсом, прокладеним в 1950-х Bedford'ом з їх популярними фургонами серії CA. Революційним кроком Генрі Форда II було об'єднання разом інженерної роботи Ford of Britain і Ford of Germany, щоб створити прототип для сьогоднішнього Ford of Europe - раніше дві цих філії уникали конкуренції на внутрішніх ринках один одного, але були в прямій конкуренції на інших європейських ринках.
Транзит був відхиленням від європейських комерційних автомобілів з його американським дизайном - широка колія давала величезну перевагу в вантажопідйомності в порівнянні з подібними автомобілями тих днів. Більшість механічних компонентів Транзита було пристосовано від автомобілів Ford того часу. Інший ключ до успіху Транзита - великий набір різних кузовних варіантів: фургони з довгою і короткою колісною базою, пікапи, мікроавтобуси, crew-cab'и, - та інші.
Двигуни, що використовуються в Англії були бензинові англ. Essex V4 з об'ємами 1.7 л і 2.0 л вибираючи відносно короткі чотирициліндрові двигуни Форд був у стані звести до мінімуму додаткову довжину, продиктовану рішенням помістити двигун перед водієм . Іншим популярним поліпшенням під капотом було обладнання фургона генератором змінного струму, у той час коли конкуренти на англійському ринку очікували, що покупці будуть задоволені генератором постійного струму . Також було представлено дизельний двигун 1.8 D Perkins 4.108 IDI потужністю 43 к.с. (32 кВт). Так як цей двигун був надто довгий, щоб вміститися в носову секцію Транзита, дизельна версія мала перероблений подовжений капот. Малопотужні Perkins виявилися непопулярними, і були замінені власними двигунами 2.4 D Ford York у 1974 році. Для материкової Європи Транзит мав німецький двигун Ford Taunus V4 з версіями Cologne 1.7 або Essex 2.0. Довга носова частина дизельної версії також використовувалася, щоб пристосувати Ford 3.0 л V6 в фургонах, що поставлялися поліції і швидкій допомозі. В Австралії, довгоноса дизельна лицьова сторона використовувалася, щоб пристосувати 6-циліндровий двигун, вироблений для Ford Falcon.
Згідно з шоу Top Gear; англійська поліція повідомила, що в 1970-х 95% всіх пограбувань, в яких злочинці використовували автомобіль, відбувалися за участю цього типу Ford Transit.
Вибір залежними осями передню і задню замість системи, що включає незалежну передню підвіску, як у попередника, міг бути кимось розцінений як крок у минуле, але на дорозі водії відчували, що ширша колія Транзита і довша колісна база більше ніж компенсували очевидний крок назад, представлений фордівськім вибором підвіски. Водії також високо цінували усунення надмірної спеки в кабіні, яка була наслідком розміщення водія вище або прямо поруч з відсіком двигуна в Thames 400E та інших передньоприводних легких фургонах 1950-х і початку 1960-х .

### Двигуни
| Тип       | Об'єм (см³) | Ступінь стиску | к.с. при об/хв | Нм при об/хв | Роки виробництва |
| --------- | ----------- | -------------- | -------------- | ------------ | ---------------- |
| V4-Köln   | 1288        | 8,2 : 1        | 50/5000        | 93/2500      | 1967–1971        |
| V4-Köln   | 1498        | 8,0 : 1        | 60/4500        | 112/2400     | 1965–1967        |
| V4-Köln   | 1488        | 8,0 : 1        | 60/4800        | 112/2400     | 1967–1978        |
| V4-Köln   | 1699        | 8,0 : 1        | 65/4500        | 125/2400     | 1965–1967        |
| V4-Köln   | 1688        | 8,0 : 1        | 65/4800        | 125/2400     | 1967–1978        |
| V4-Essex  | 1996        | 8,0 : 1        | 75/4500        | 137/2750     | 1971–1976        |
| V4-Essex  | 1996        | 9,0 : 1        | 80/4750        | 151/2750     | 1974             |
| V4-Essex  | 1996        | 8,0 : 1        | 70/4500        | 139/2500     | 1976–1978        |
| Р4-Diesel | 1760        | -              | 43/-           | -/-          | 1971–1974        |
| Р4-Diesel | 2358        | 21,5 : 1       | 62/3600        | 130/2750     | 1974–1978        |

## Третє покоління (1978—1985)
Сполучене Королівство «Mark 2»; Німеччина «Третє покоління»

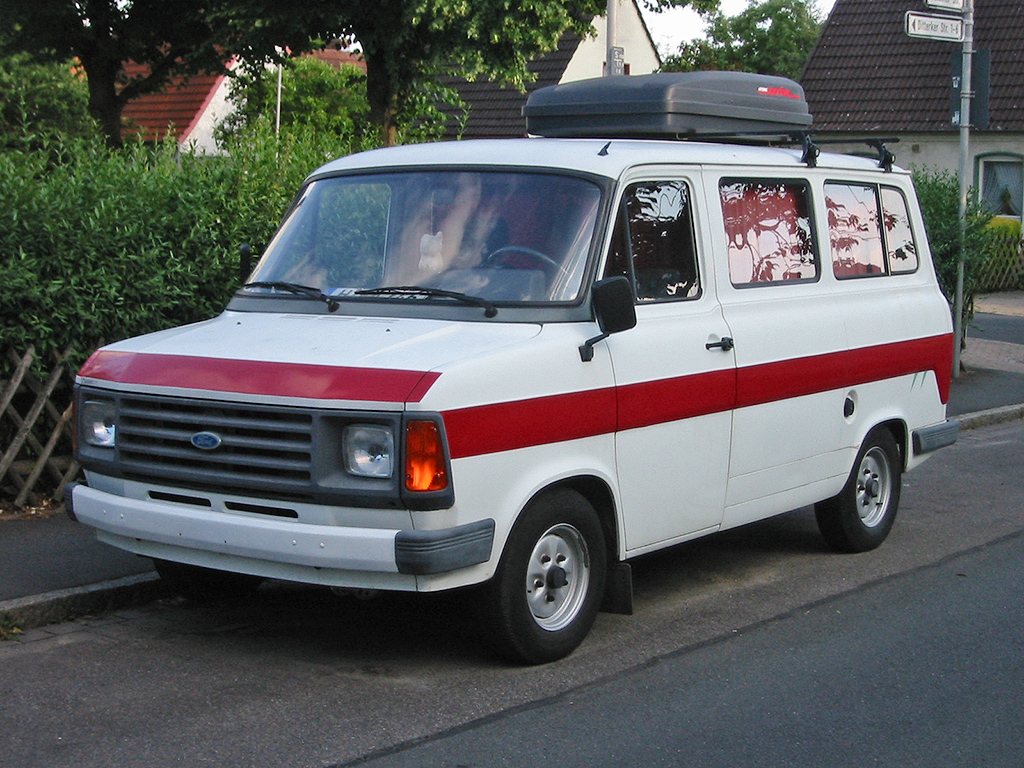
Ford Transit sst (1984-1985)

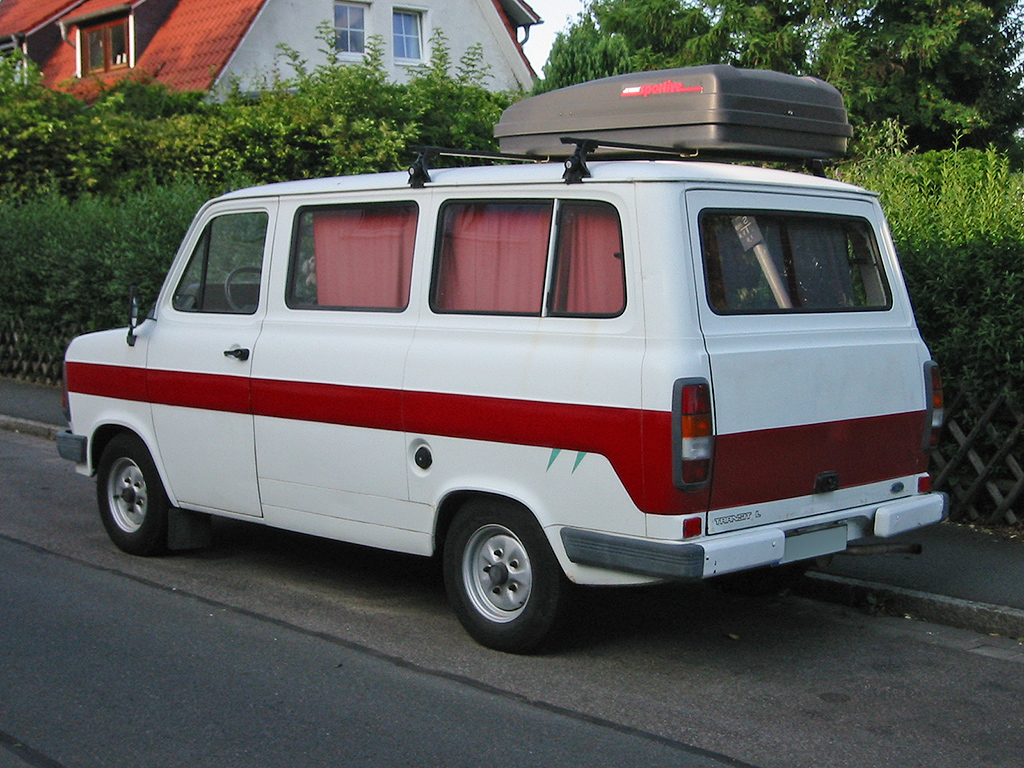

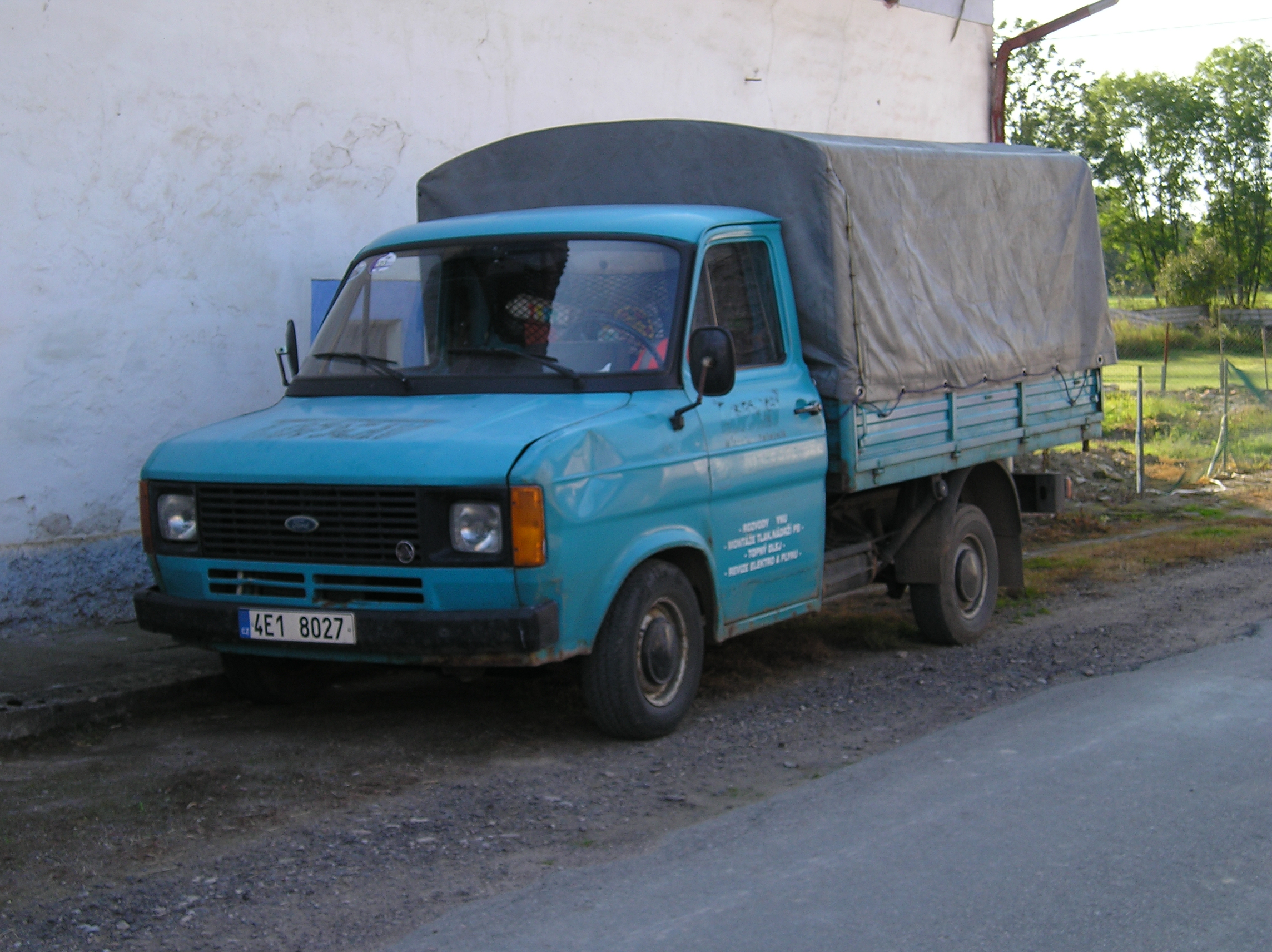
Ford Transit з бортовим кузовом

У березні 1978 року, дебютувала версія після рестайлінгу - зазвичай відома на деяких ринках як модель «Mark 2» - з переробленою носовою секцією, новим інтер'єром, і внесенням замість Essex V4 двигуна Pinto від моделі Ford Cortina. Однак багато власників автомобільних парків мали випадки з передчасним зносом розподільного валу в ранніх одиницях Pinto в Ford Cortina і протягом двох років Transit 1975 був доступний з двигуном Ford Kent «Xflo» 1.6 L. Високоефективні версії, призначені для поліції або швидкої допомоги використовували версію двигуна 3.0 L V6 Essex.
У 1984 році дизельний двигун York був переконструйований в 2.5 L «DI» (з прямим впорскуванням). У цей час це покоління отримало рестайлігн, включаючи сіру пластикову передню решітку з вбудованими кріпленнями ліхтаря, також оболонку навколо показників поворотів, довші торцеві кришки бампера і задні ліхтарі різного призначення: туман, поворот, задній хід, і бічні ліхтарі для фургонів без вікон у вантажному відсіку. Цей незначний рестайлінг зазвичай не закінчувався застосуванням нового «Mark»-номера.

### Двигуни
| Тип       | Об'єм (см³) | к.с. при об/хв | Нм при об/хв |
| --------- | ----------- | -------------- | ------------ |
| Р4-Kent   | 1584        | 65/4750        | 114/2800     |
| Р4-Pinto  | 1954        | 78/4500        | 147/2800     |
| V6-Essex  | 2994        | 100            |              |
| Р4-Diesel | 2358        | 62/3600        | 130/2750     |
| Р4-Diesel | 2496        | 68/4000        | 143/2750     |

## Четверте покоління (VE6 / VE64 / VE83; 1986—2003)

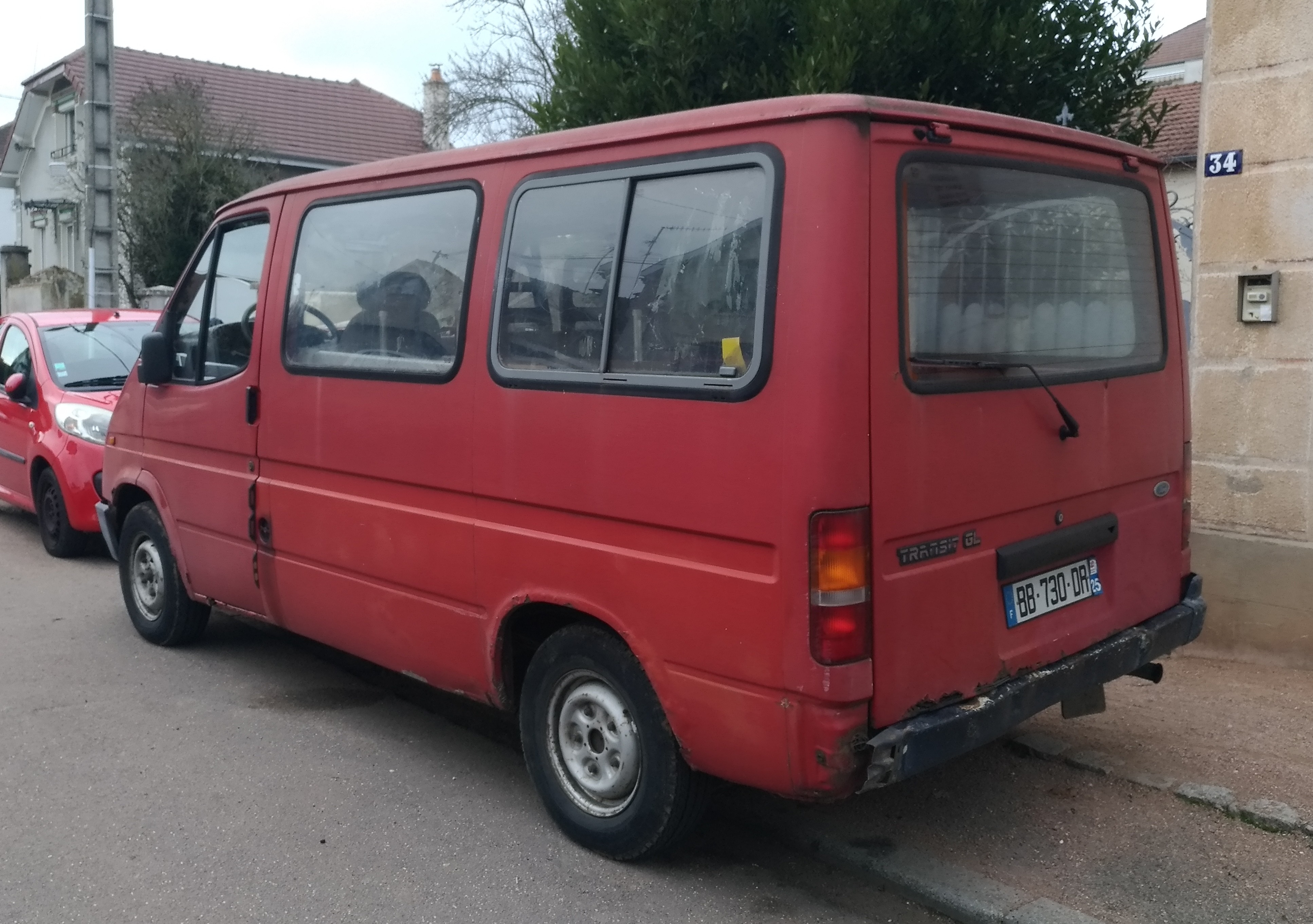
Ford Transit 4 VE6 (1986-1992)

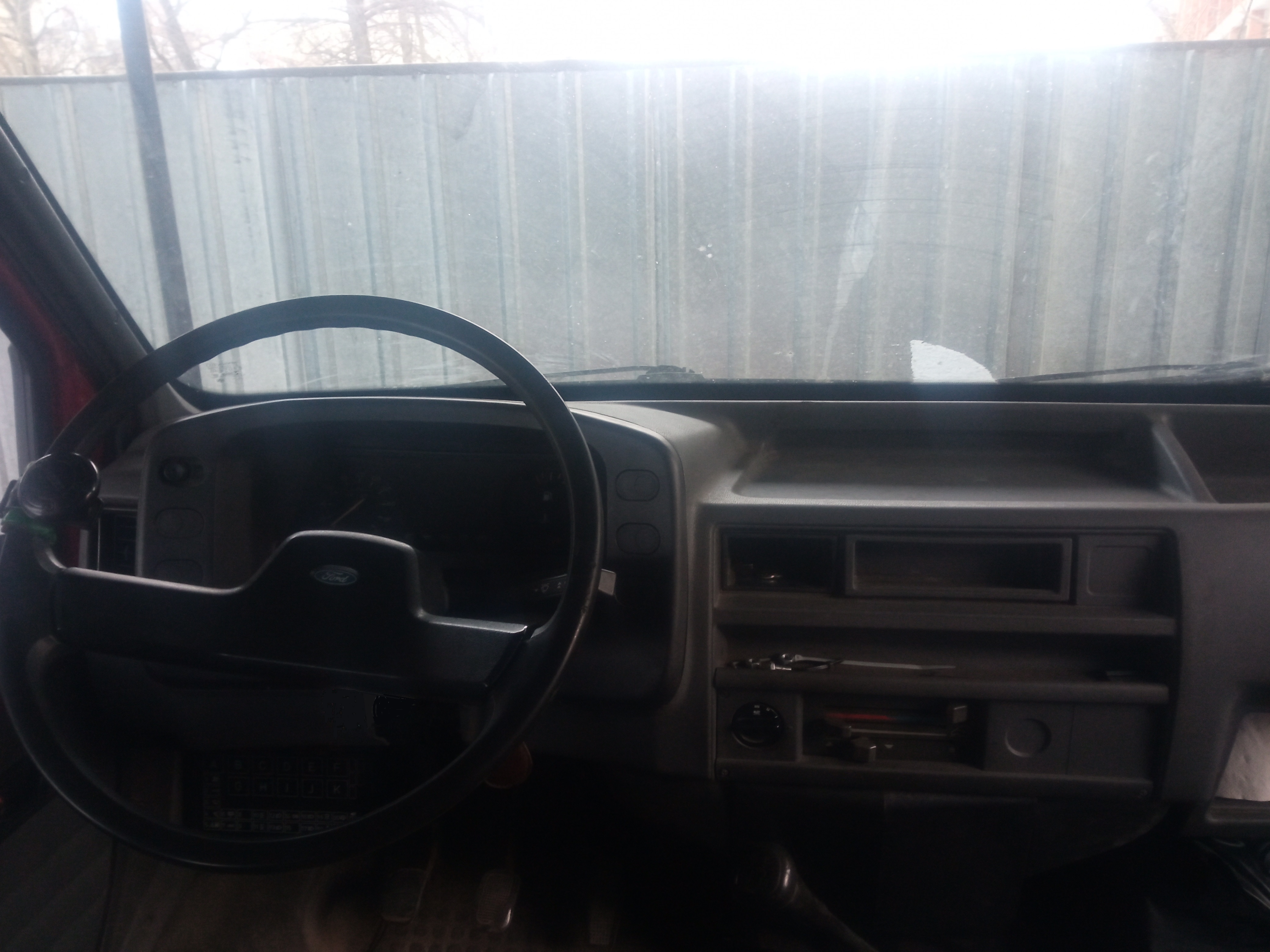
Салон Ford Transit 4 VE6 (1986-1992)

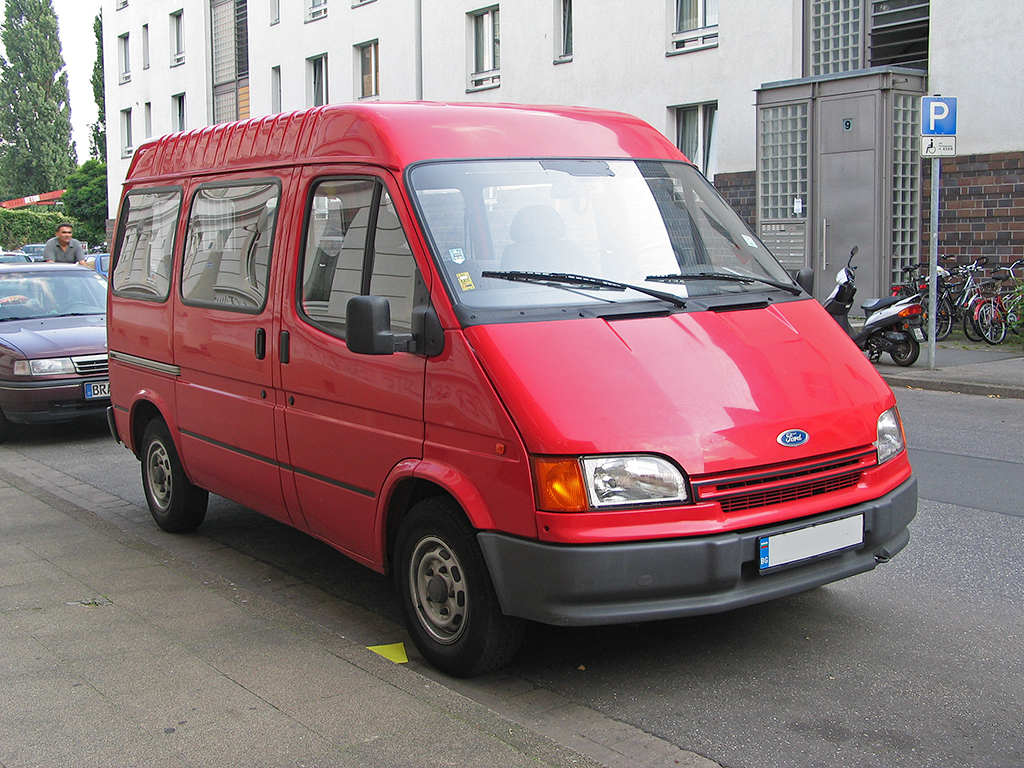
Ford Transit 4 VE64 (1992-1994)

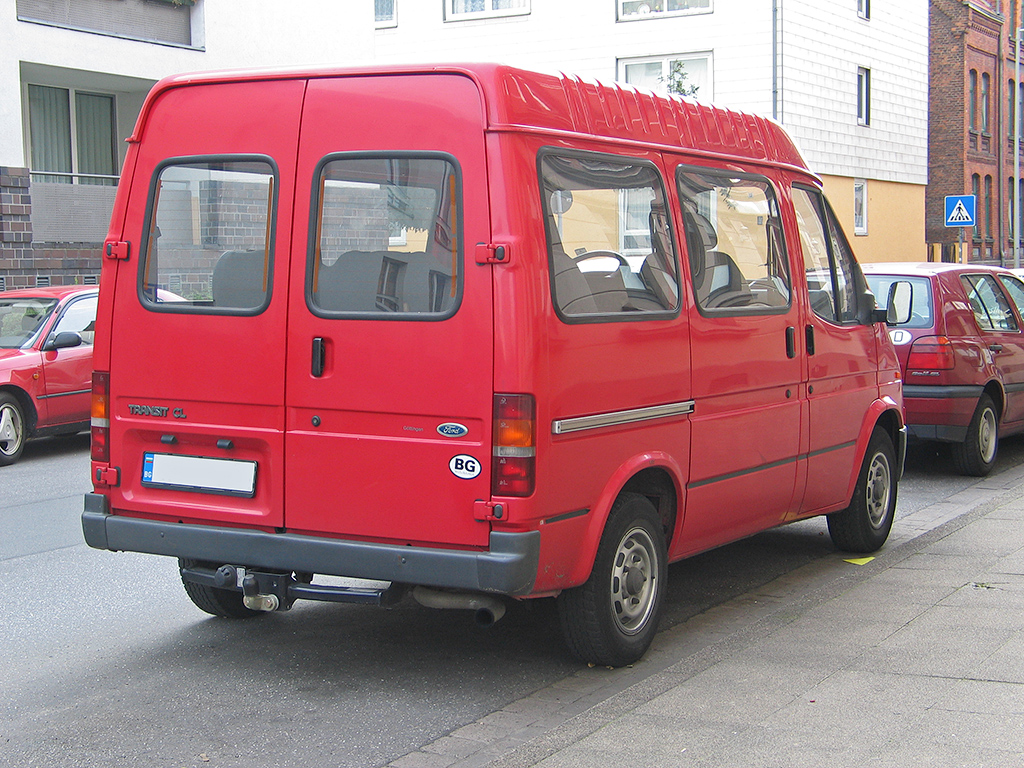
Ford Transit 4 VE64 (1992-1994)

### Ford Transit 1986-1991 та незначний рестайлінг 1991-1994 (VE6 і VE64 після рестайлінгу)
Сполучене Королівство «Mark 3» і «Mark 4» після рестайлінгу; Німеччина «Четверте покоління»
Платформа Transit другого покоління з'явилася в січні 1986 року і відрізнялася повністю новою «однокоробочною» конструкцією кузова (тобто лобове скло і капот під одним кутом), що дозволило знизити коефіцієнт аеродинамічного опору до Сx=0,37. За таку клиноподібну форму кабіни цю модель (і подальші до 2000 року) в народі прозвали «акулою». Усього сімейство включало понад 30 базових моделей від FT80 до FT190 вантажопідйомністю від 0,8 до 1,9 т та місткістю фургонів від 6,0 до 10 м3.
При переході на третє покоління вибір двигунів практично не змінився. У той час дизельні двигуни вже домінували на ринку фургонів, але, звичайно, були доступні і бензинові двигуни. Для Transit були доступні 1,6- і 2,0-літрові двигуни Pinto типу OHC, тобто розподільний вал розташований у з’єднанні з головкою блоку циліндрів, тому штовхачі не потрібні. Англійські 3,0-літрові двигуни Essex-V6 також встановлювалися в деяких Transit, але вони вироблялися лише в Південній Африці, звідки їх транспортували на складальні заводи в Європі.
До 1988 року автомобілі комплектувалися триходовою 4-ст. МКПП типу G (з дільником і підвищувальною передачею з планетарним редуктором) і 5-ст. МКПП типу N з одноходовим механізмом перемикання (аналогічно застосовуваних на Sierra і Scorpio). З 1988 року на всі моделі встановлювалися 5-ст. МКПП типу MT75. На моделях з довгою базою (LCY) до 1992 року було збережено ресорну підвіску на обох осях, а як тягові мости застосовувалися одно- і двохшинні посилені мости Sailsbury (тип 51А і 53), раніше встановлювані на моделях до 1986 року - з відстанню між осями ресорних майданчиків 985 мм, величина осьового проміжку становила 3020 мм; на короткобазових моделях (LCX) встановлювалися мости Timken (тип 34) з відстанню між осями ресорних майданчиків 1235 мм, колісна база 2815 мм, передня підвіска була змінена на повністю незалежну конфігурацію - важільну типу Макферсон - вона ж була застосована і на довгих базах, що випускаються після 1992 року, при цьому колісна база в довгих модифікаціях була збільшена з 3020 до 3570 мм. 
У 1988 році Форд представив абсолютно новий дизель з безпосереднім уприскуванням, який становив 2,5 л DI. Особливу увагу при розробці двигуна було приділено зниженню викидів вихлопних газів.
В 1989 році потужний бензиновий 3.0 Essex V6 був замінений на 2.9 EFI Cologne V6.
У 1992 році модель була піддана рестайлінгу шляхом перепроектування днища кузова, що дозволило використання одношинних - більш бажаних, ніж двошинні - задніх коліс на моделях, похідних від дввгобазної 86-91. Відстань між осями ресорних майданчиків задньої осі було збільшено до 1235 мм - через таку уніфікацію, крім ведучих мостів Timken (тип 34), встановлювалися і оновлені одношинні мости Salisbury (тип 51) зі зміненою конфігурацією кріплення коліс - 6х180, а не 6х170, як раніше; був збільшений і посадковий діаметр шин з 14 до 15 дюймів. Ще одна особливість конструкції мостів «51» полягала в застосуванні циліндричних підшипників на півосях (як на Timken) і розташуванню гальмівних барабанів поверх фланців півосей (так само аналогічно Timken), що значно спрощувало ремонт із заміни зношеного або деформованого барабана. Зміни на колесах із конфігурацією 5х160 торкнулися лише дизайну дисків, а посадковий діаметр залишався незмінним до 2000 року - 14 дюймів. Використання на передній осі незалежної важільної підвіски збільшило корисне навантаження. Ці моделі також пізнавані по трохи округлішим фарам (моделі до 1992 року випускалися з квадратними фарами).
Це покоління Transit було використано Джеремі Кларксоном в Top Gear's Man With Van Challenge, де він фінішував другим (проти дуже маленького Suzuki Super Carry і величезного LDV Convoy. Це спричинило купівлю фургона за менш ніж 1000 фунтів, і кілька тестів, що представляють (стереотипне) типове застосування фургона: драг-перегони (міська швидкість) на чверть милі; вантаження, перевезення та вивантаження меблів (простір, доступ); переслідування у хвості (оглядовість, управління); заміна «пошкодженої» дверки (технічне обслуговування і поточний ремонт); поліцейське переслідування (перевантаження) і так далі. Transit підтвердив репутацію швидкості особливо добре в завершальній фазі, «чинячи опір арешту» набагато довше повільного LDV і нестійкого Suzuki, який перекинувся на першому прийомі.

#### Двигуни
| Тип     | Об'єм (см³) | к.с. при об/хв | Нм при об/хв | Роки виробництва |
| ------- | ----------- | -------------- | ------------ | ---------------- |
| 1.6     | 1598        | 63/4750        |              | 1986-1988        |
| 2.0     | 1993        | 82/4500        | 147/2800     | 1986-1991        |
| 2.0 KAT | 1993        | 78/4500        | 147/2800     | 1986-1992        |
| 2.0     | 1993        | 90             |              | 1991-1994        |
| 2.0     | 1994        | 78/4500        | 147/2800     | 1986-1992        |
| 2.0 i   | 1994        | 98             |              | 1991-1994        |
| 3.0 V6  | 2994        |                |              | 1986-1988        |
| 2.9 V6  | 2935        | 145            |              | 1989-1991        |
| 2.5 D   | 2496        | 68/4000        | 143/2750     | 1986-1989        |
| 2.5 DI  | 2496        | 71/4000        | 146          | 1988-1992        |
| 2.5 DI  | 2496        | 70             | 146          | 1991-1994        |
| 2.5 DI  | 2496        | 80             | 168          | 1991-1994        |
| 2.5 DI  | 2496        | 85             | 200          | 1992-1994        |
| 2.5 TD  | 2496        | 101            | 226          | 1991-1994        |

### Ford Transit 1994-2003 (VE83)
Сполучене Королівство «Mark 5»; Німеччина «П'яте покоління»

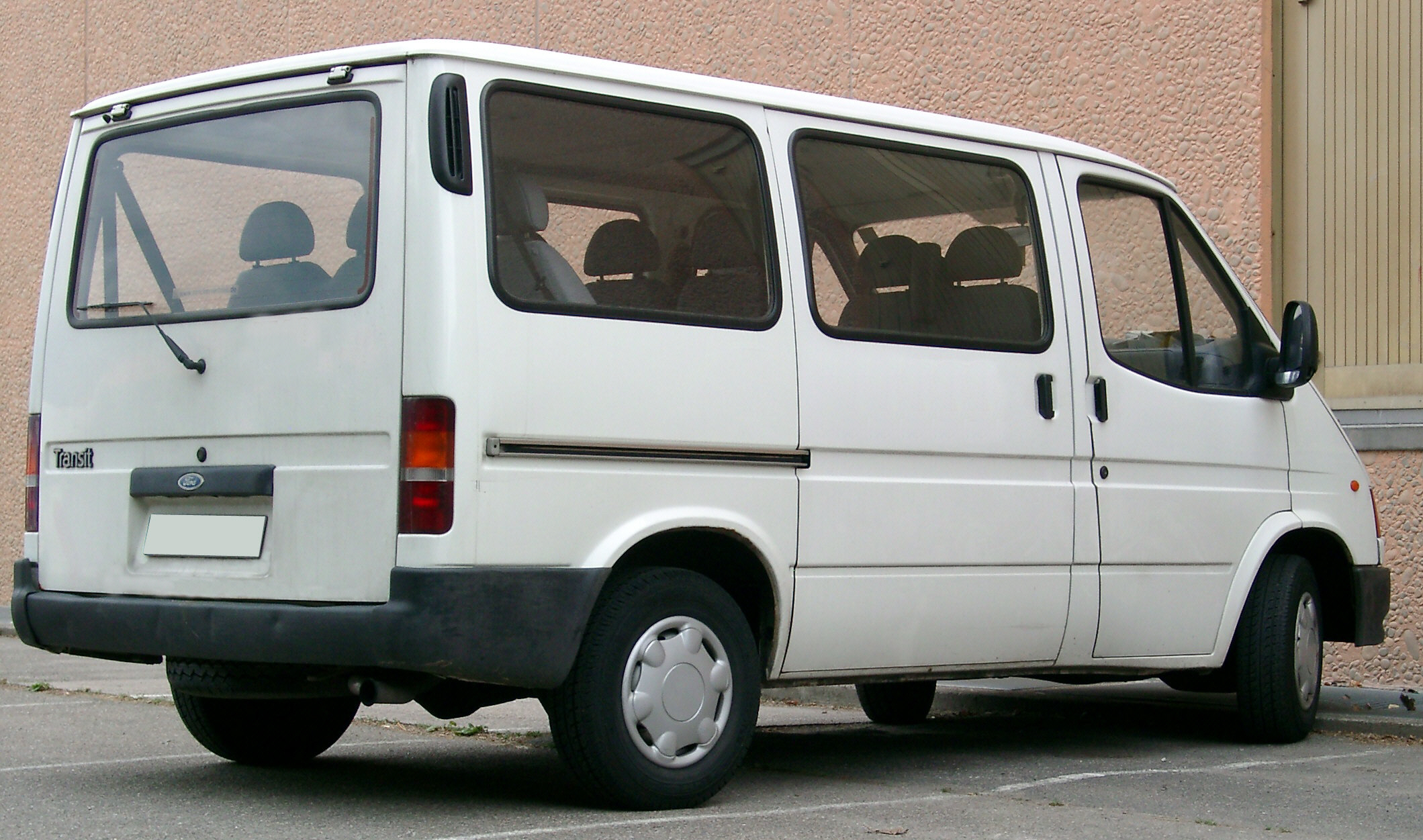
Ford Transit 4 VE83 (1994-2000)

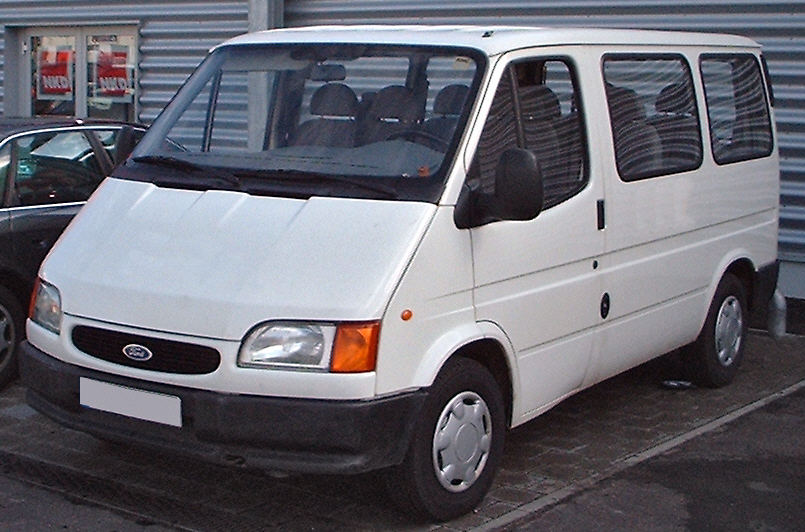
Ford Transit 4 VE83 (1994-2000)

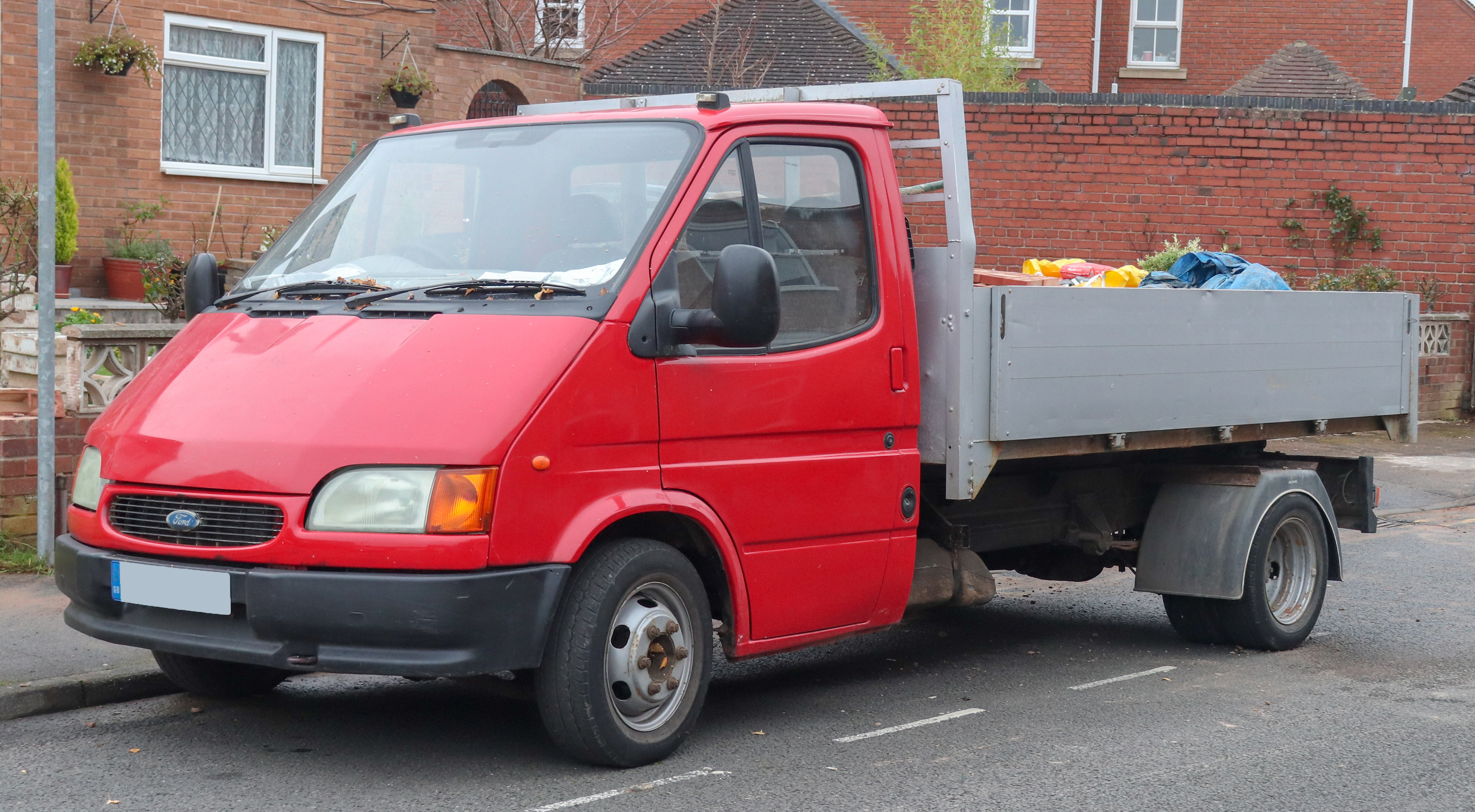
Ford Transit 190 LWB 2.5

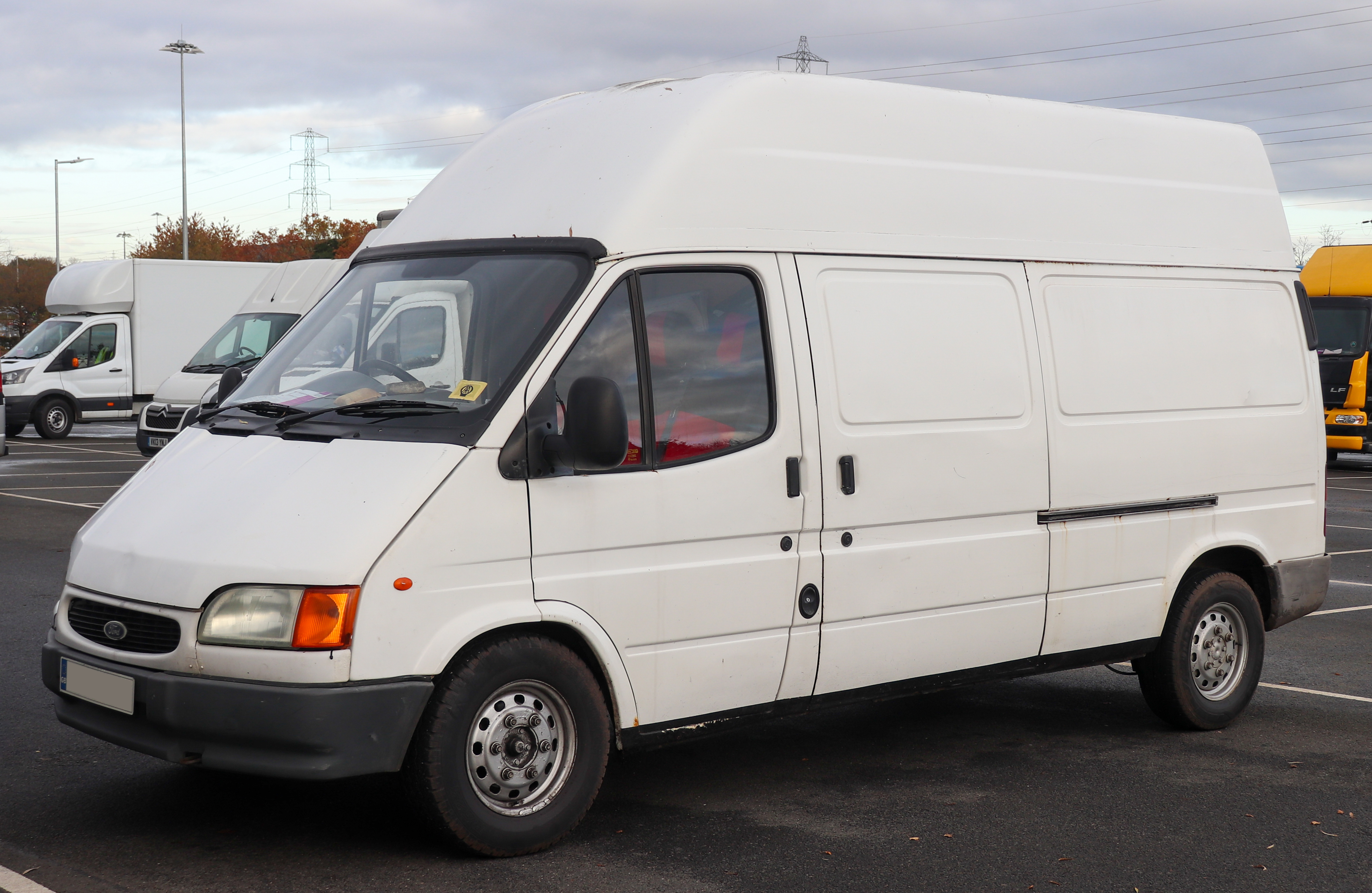
Ford Transit 190 LWB 2.5

Значний рестайлінг Transit у 1994 / 5 дав йому нову передню частину і приладову панель, поряд з 8-клапанним двигуном 2.0 L DOHC, як у Ford Scorpio з 1994 по 1998. Двигун схожий на Sierra DOHC, але без розподільника і використовує оновлену OBD II - сумісну систему керування двигуном рівня EEC-V. Деякі з 16-клапанних двигунів Ford, таких як у Scorpio, Escort RS2000 і Galaxy також базувалися на цьому блоці. У той же час кондиціонування повітря, скла з електропідйомниками, центральна блокування дверей, дзеркала з електроприводом і подушки безпеки були зроблені доступними як додаткові приналежності.
Модернізована родина Transit була розширена до 170 модифікацій від FT80 до FT230 повною масою від 2,8 до 4,0 т, включаючи навіть легкі сідлові тягачі із задньою пневмопідвіскою. Об'єм фургонів зріс до 16 м3.
Турбодизельна версія 2.5 L з електронним паливним насосом отримала потужність 85 к.с., 100 к.с. і 115 к.с.
Для 30-річної річниці Transit у 1995 Ford реалізував обмежений випуск моделі, званої Transit Hallmark. Їх було зроблено шість сотень трьох різних кольорів по 200 на кожен.
Після того, як нове покоління було представлено в Європі навесні 2000 року, Ford продовжив виробництво цього Transit у В’єтнамі до 2003 року.

#### Двигуни
| Тип    | Об'єм (см³) | к.с. при об/хв | Нм при об/хв | Роки виробництва |
| ------ | ----------- | -------------- | ------------ | ---------------- |
| 2.0    | 1998        | 114            | 170          | 1994-2000        |
| 2.5 DI | 2496        | 69             | 146          | 1994-2000        |
| 2.5 DI | 2496        | 76             | 168          | 1994-2000        |
| 2.5 TD | 2496        | 75             | 168          | 1998-2000        |
| 2.5 TD | 2496        | 85             | 200          | 1994-2000        |
| 2.5 TD | 2496        | 101            | 225          | 1994-2000        |
| 2.5 TD | 2496        | 116            |              | 1998-2000        |

## П'яте покоління (V184 / V185; 1999—2006)
Сполучене Королівство «Mark 6»; Німеччина «Шосте покоління»

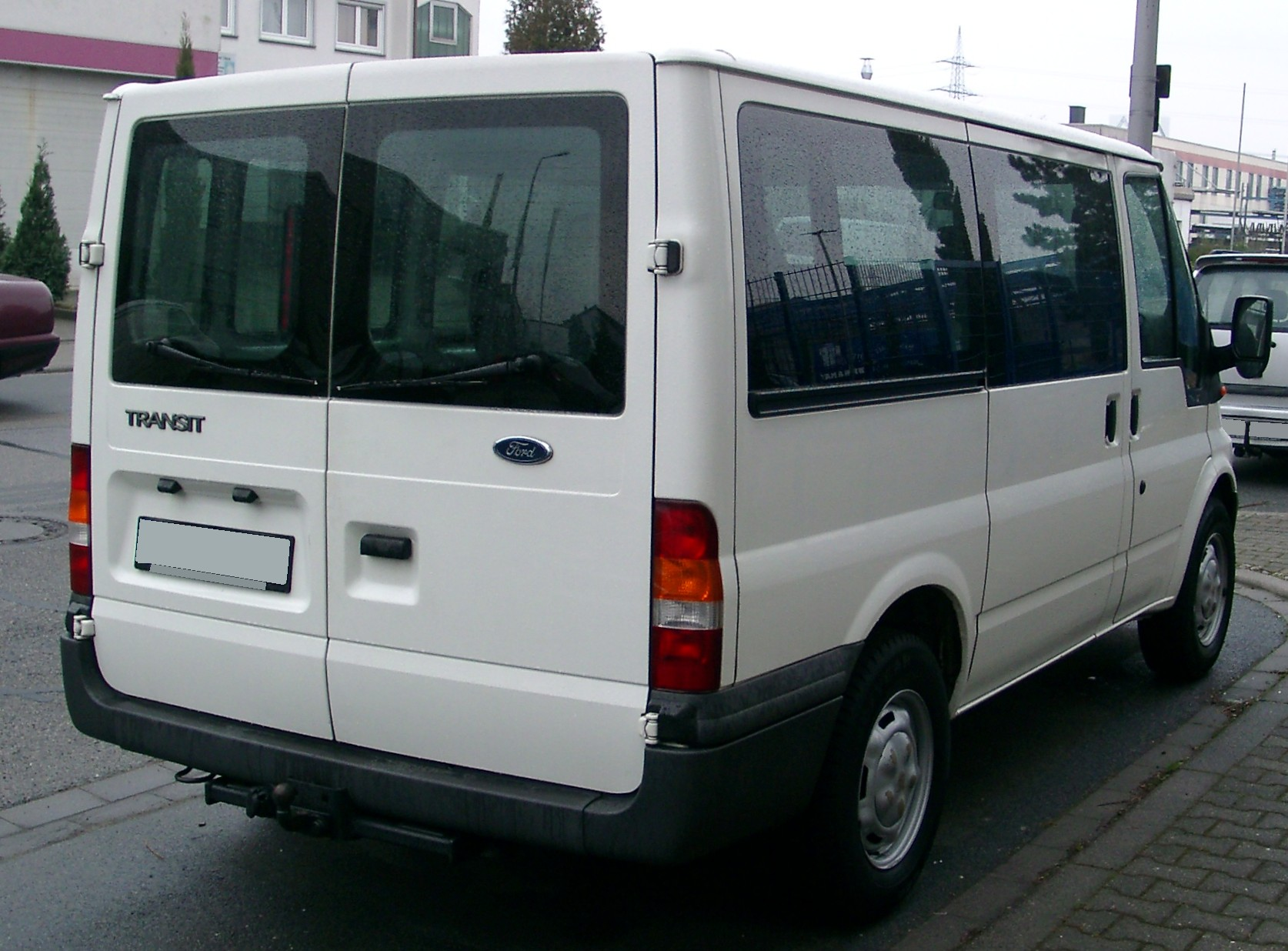
Ford Transit 5

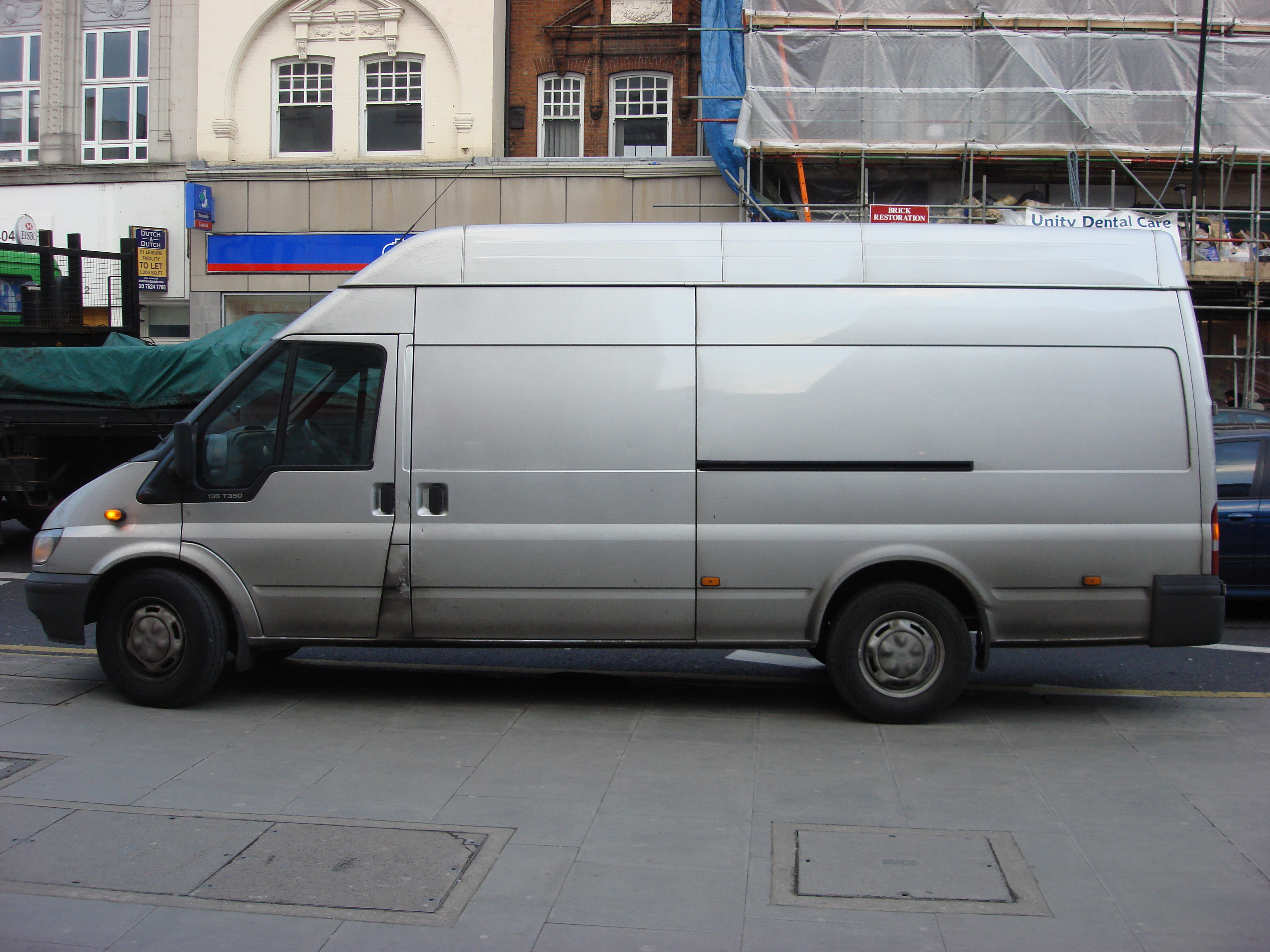
Ford Transit 5 Jumbo

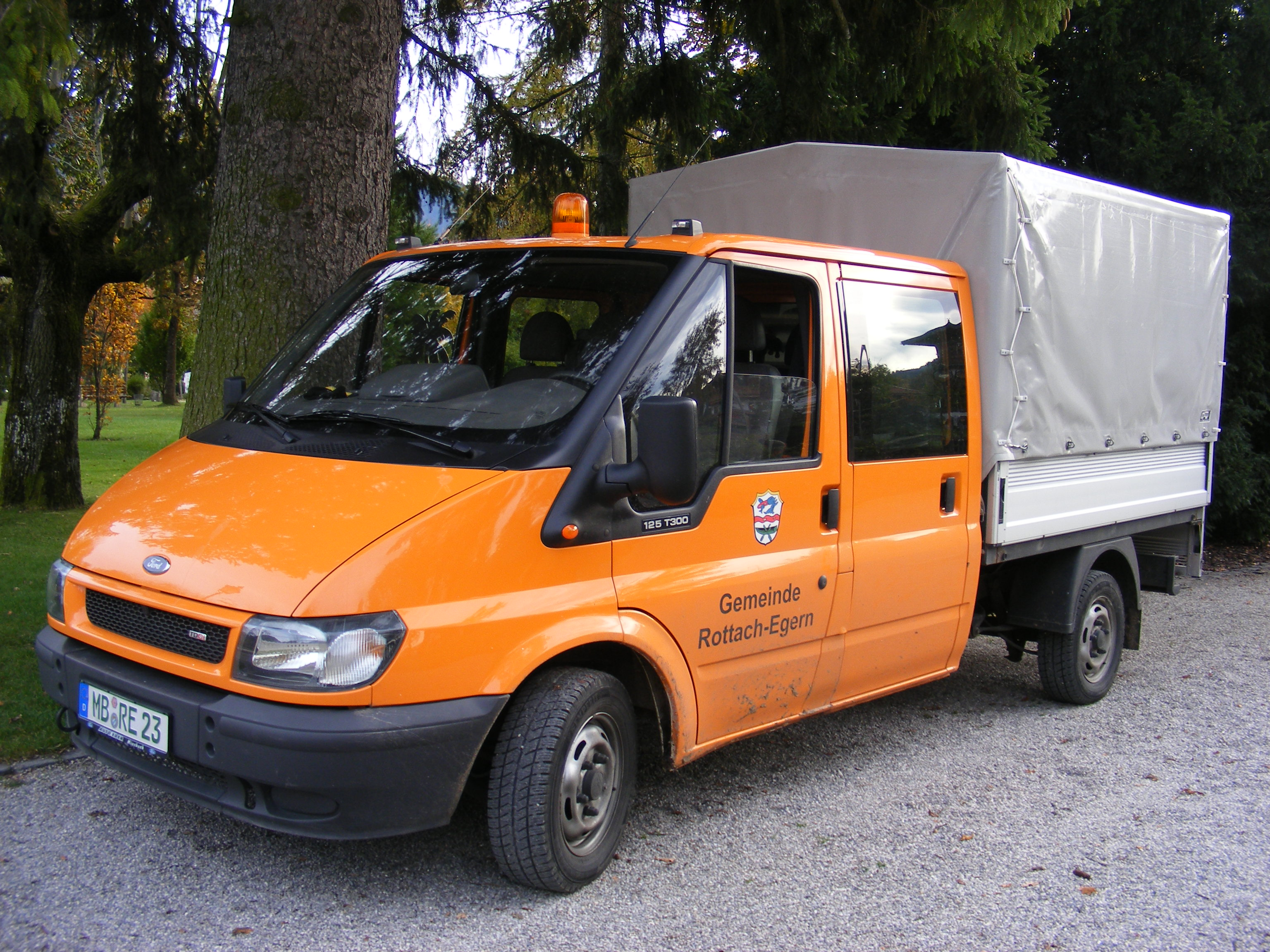
Ford Transit 5

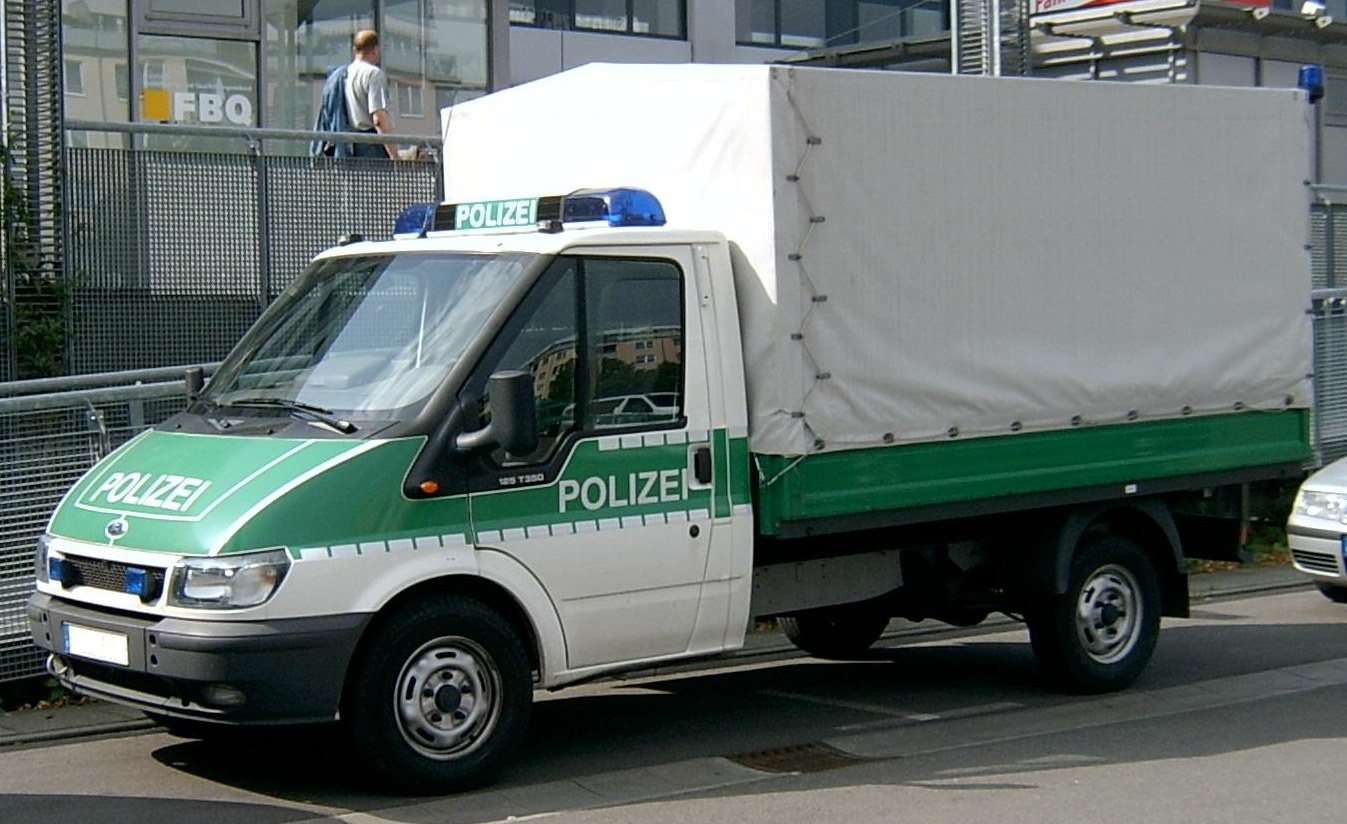
Ford Transit 5

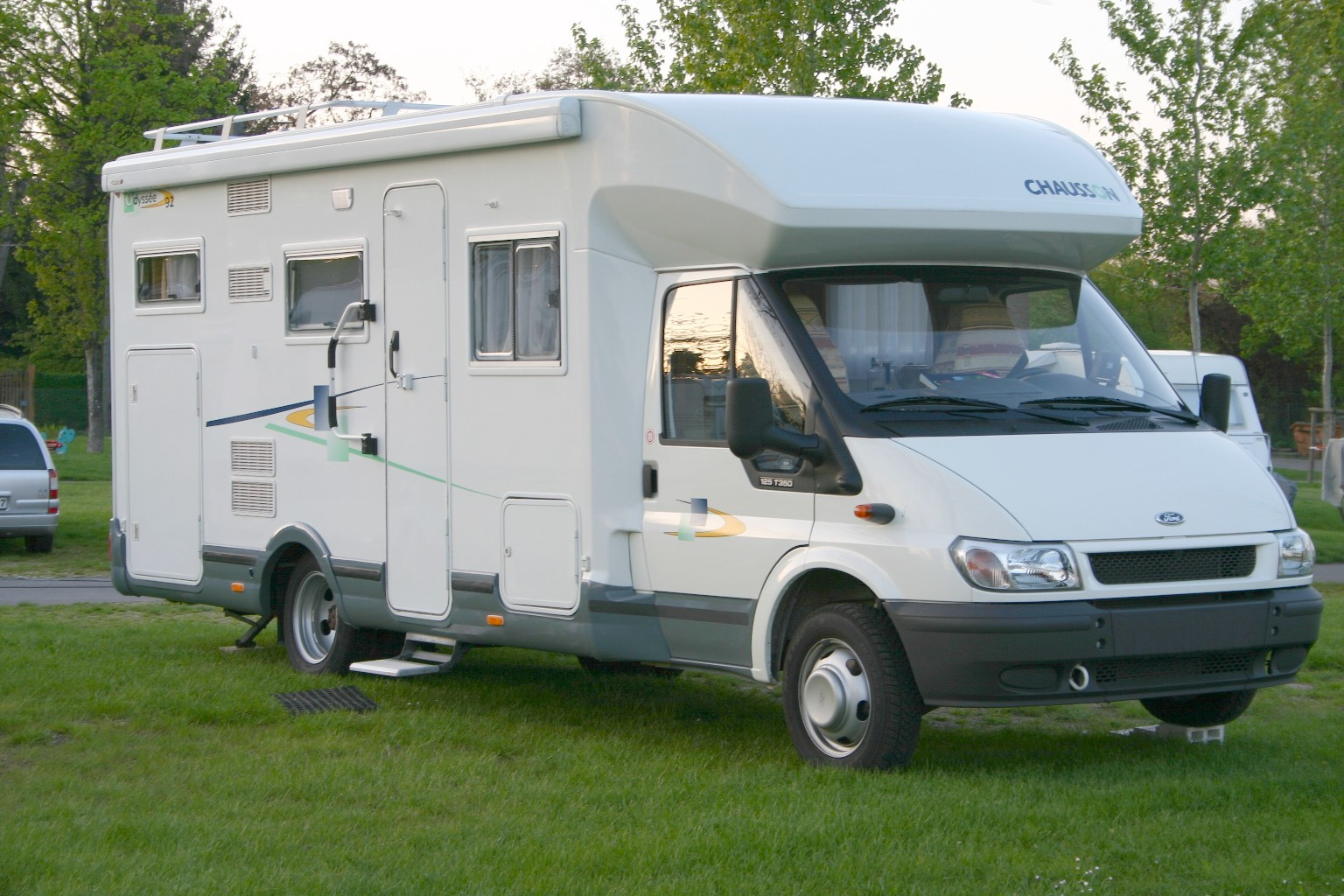
Ford Transit 2000-06 покоління, автомобіль з житловим кузовом

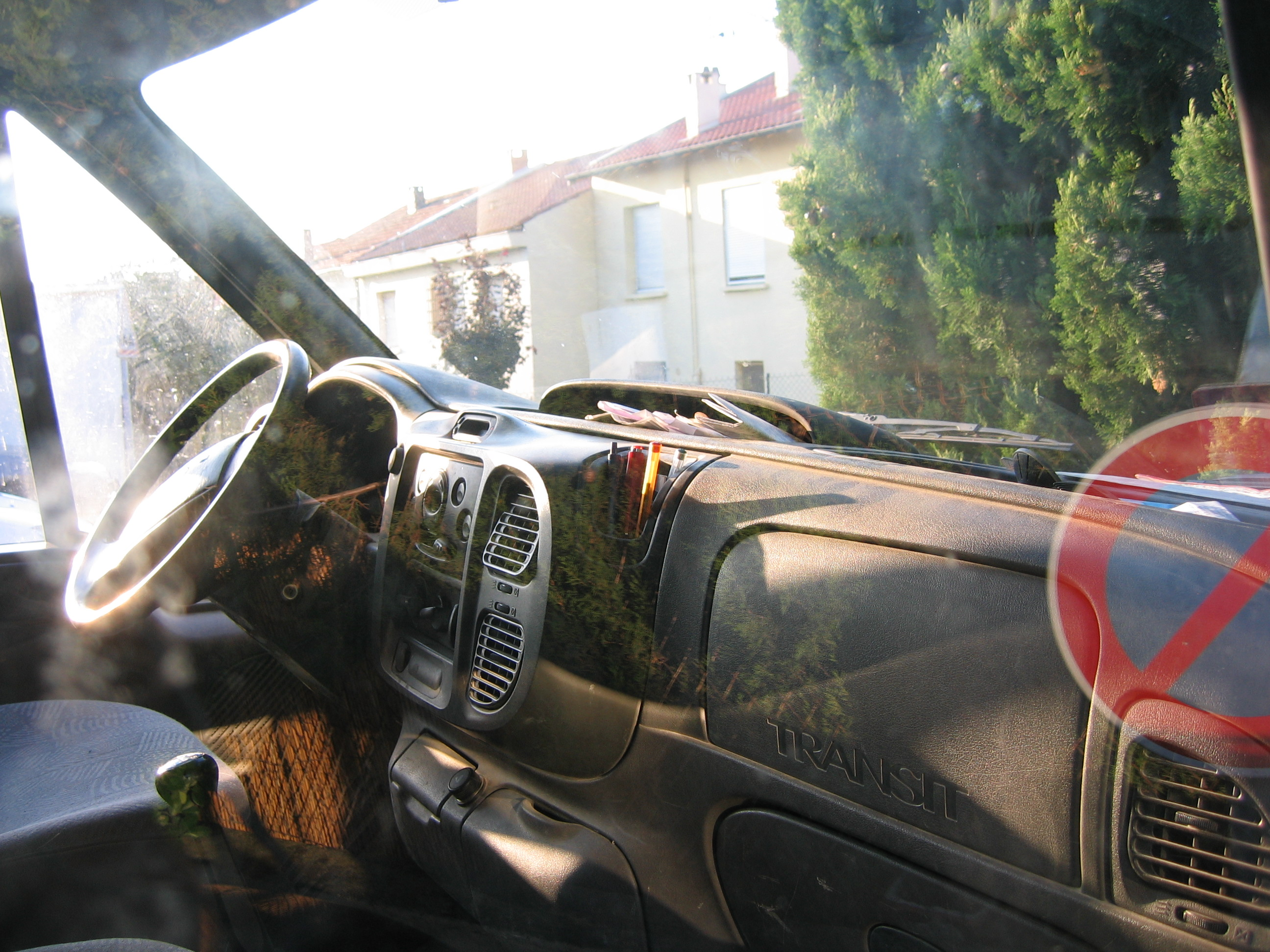

Наступний Transit, представлений в липні 2000 року, був з третім повністю новим дизайном, і він запозичив оформлення від фордовськіх рішень «New Edge» як у Focus та Ka. Розроблена Фордом в Сполучених Штатах, головна інновація в тому, що цей дизайн доступний і з переднім приводом, і з заднім. У позначеннях Форда це модель V184 (задній привід) або V185 (передній привід). Ця модель має дизельний двигун Duratorq turbo diesel типу «Puma», також використовується в 2000-му році в Mondeo і Jaguar X-Type, з бензиновими версіями, висхідними до 2.3 L 16-клапан випуску рядного чотирициліндрового двигуна. З цим двигуном Transit може досягати швидкості 97 км/год за 21 секунду і досягати граничної швидкості 150 км/год, повертаючи його на подібні автомобілю робочі характеристики, властиві для ранніх моделей. Демонстрація швидкості цієї моделі була показана в 2005 році в Top Gear, де німецька гонщиця Sabine Schmitz прийняла спробу проїхати на Transit навколо Нюрбургрінга за менш ніж 10 хвилин в порівнянні з часом Джеремі Кларксона на turbodiesel Jaguar S-type; вона була неуспішними, але лише на кілька секунд.
Ця версія виграла Міжнародний фургон року 2001 року.
Durashift EST автоматична коробка передач (на всіх задньоприводних моделях на замовлення) містить елементи управління, встановлені на приладову панель, спеціально пристосований ручний режим, режим буксирування, економічний режим і зимовий режим .

### Технічні характеристики
Автомобілі мають повну масу 2,6-4,3 т і вантажопідйомність 0,9-2,1 т. Виробництво мікроавтобусів здійснюється з 2001 р. на підприємствах у Великій Британії та Туреччині. У 2004 р. вони зібрали 70,7 тис. машин Transit, поставлених в 50 країн світу.
Передньоприводними є легкі моделі 260S і 280S / М повною масою 2,6-2,8 т, важчі довгобазі машини Transit Jumbo 350EL і 430EL мають задні тягові колеса, а саму велику і ходову проміжну гаму (моделі від 300S до 350L) покупець може замовити на свій вибір з переднім або заднім приводом. Крім того, є вибір одного з трьох розмірів колісної бази (2933, 3300, 3399 мм), чотирьох варіантів довжини і висоти вантажного відсіку, що визначає місткість кузовів від 6,0 до 14,2 м3.
Автомобілі комплектують шістьма варіантами дизельних двигунів Duratorq з турбонаддувом і різними системами живлення робочим об'ємом 2,0 і 2,4 л потужністю 75-125 к.с., а для найважчих моделей пропонується 2,3-літровий бензиновий двигун потужністю 145 к.с. з двома верхніми розподільними валами, який у виконанні на зрідженому газі розвиває 141 к.с. Основна коробка передач механічна 5-ступінчаста, передня підвіска незалежна типу McPherson, задня - на малолістових ресорах. У програмі є вантажопасажирські варіанти, різні шасі з кабіною, бортові вантажівки, 9 варіантів самоскидів і мікроавтобуси. При загальній кількості базових машин Transit близько двох десятків число всіляких виконань становить кілька сотень.
У 2005 р. в сімействі легких вантажних автомобілів Transit були відзначені два важливих ювілеї - 40-річчя виробництва і випуск 5-мільйонної машини цієї марки, що відбувся 18 липня на головному британському заводі Ford в Саутгемптоні.

### Двигуни
Бензиновий
- 2.3 л I4 145 к.с.

Дизельні
- 2.0 TD I4 75 к.с.
- 2.0 TD I4 80 к.с.
- 2.0 TD I4 100 к.с.
- 2.0 TD I4 125 к.с.
- 2.0 TD I4 144 к.с.
- 2.2 D I4 70 к.с.
- 2.4 TD I4 90 к.с.
- 2.4 TD I4 116 к.с.
- 2.4 TD I4 125 к.с.
- 2.4 TDCi I4 137 к.с.

## Шосте покоління (V347 / V348; 2006—2014)
Сполучене Королівство «Mark 7»; Німеччина «Сьоме покоління»

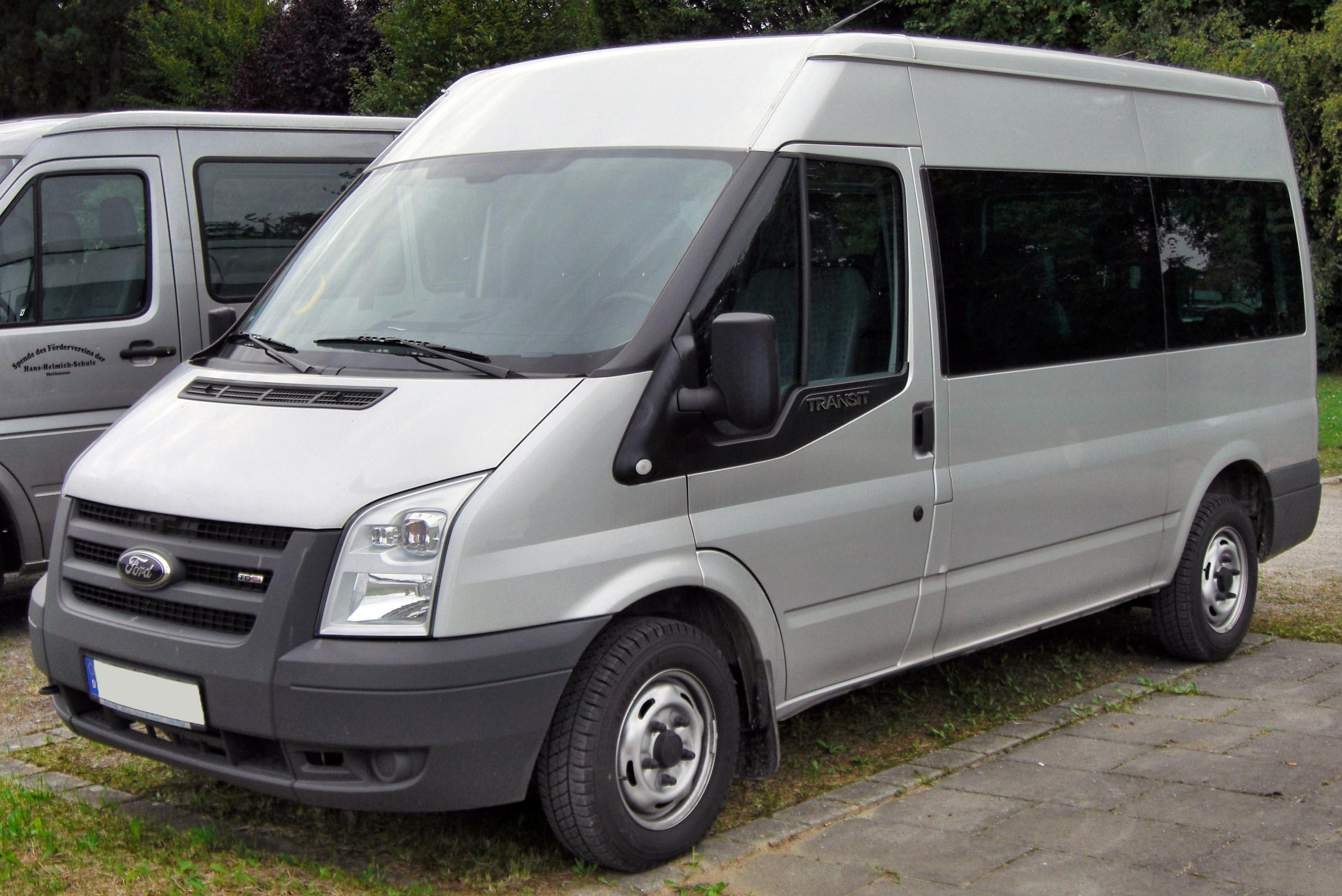
Ford Transit 110 T300

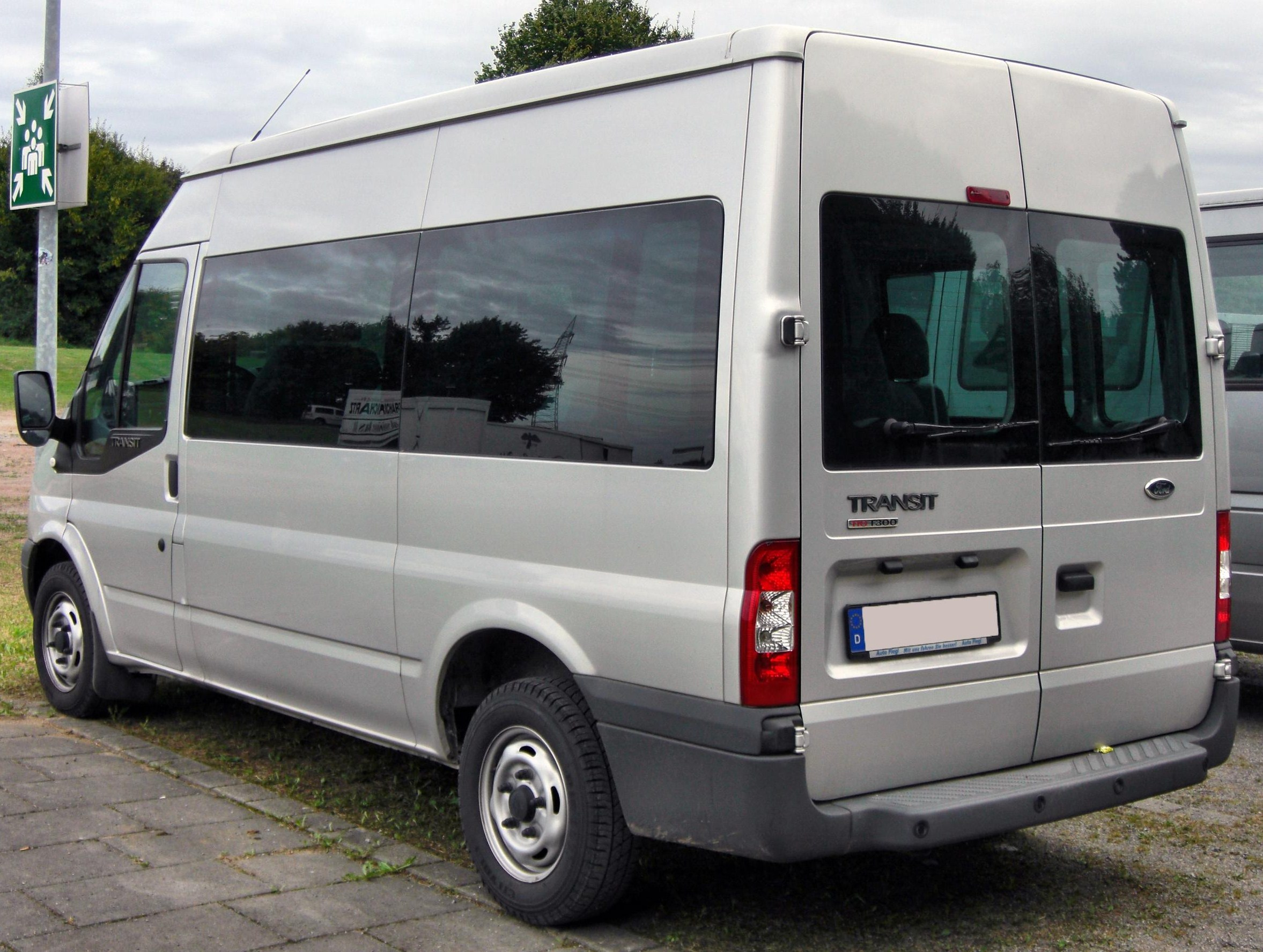
Ford Transit 110 T300

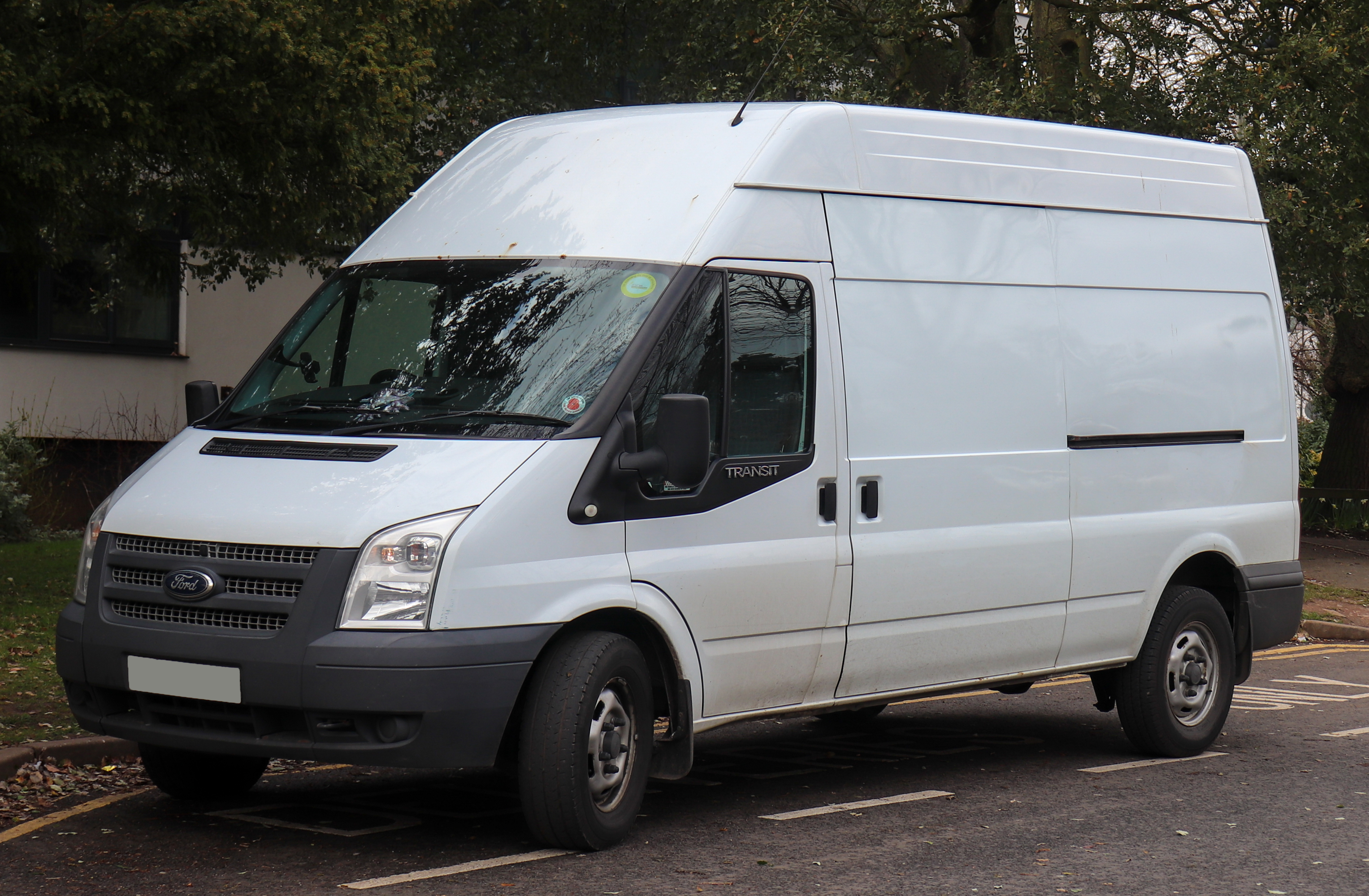
Ford Transit 100 T350 LWB Jumbo

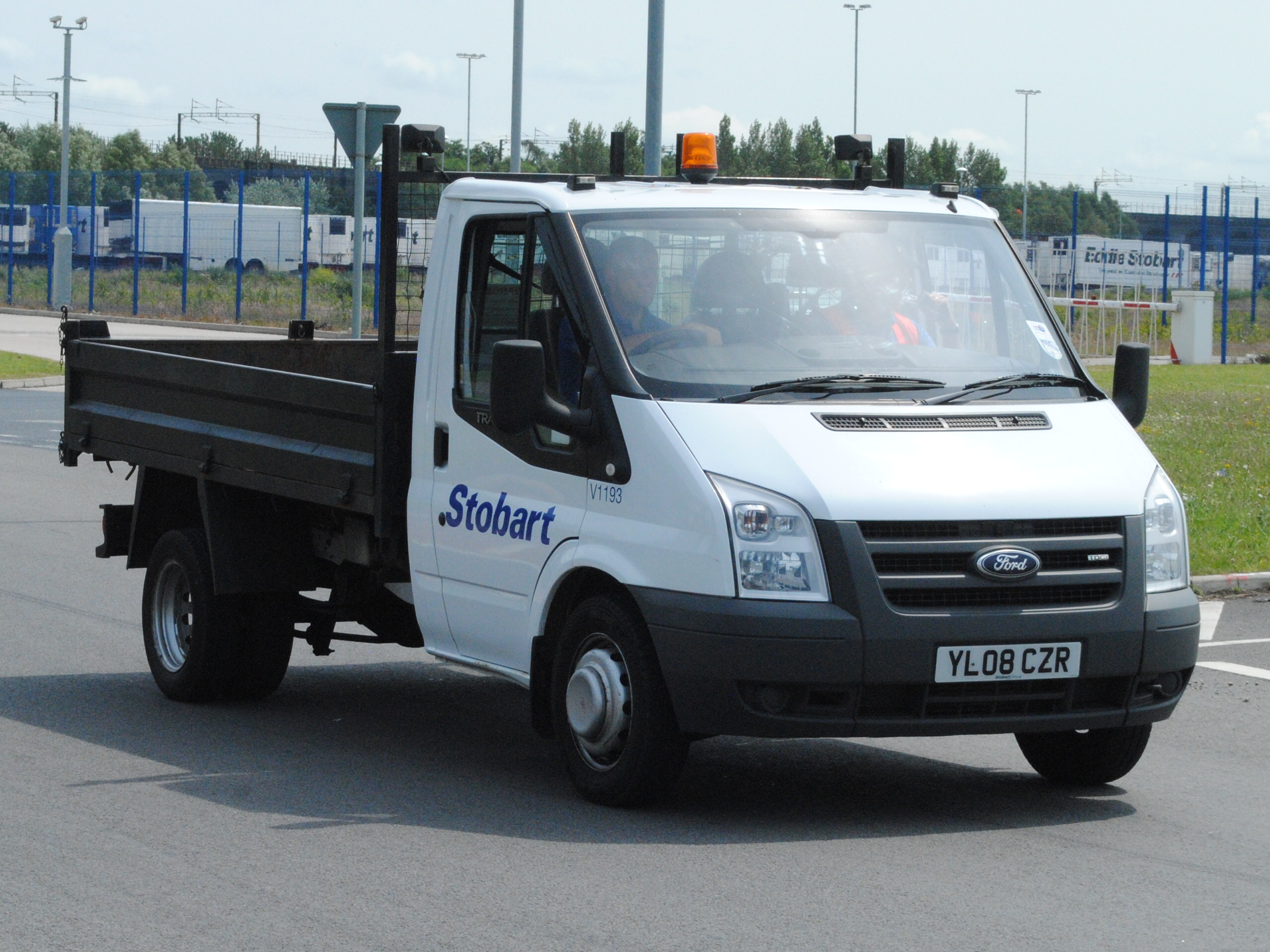
Ford Transit 6

У серпні 2006 року Transit отримав рестайлінг кузова, зокрема, нові передні і задні фари, нову передню частину і новий інтер'єр, що включає важіль перемикання передач на приладовій панелі, а так само фордівський радіоприймач нового дизайну. Окрім зовнішніх змін була повністю Перероблені силова передача. Старий бензиновий двигун був замінений двигуном з Ford Ranger, дизельний двигун передньоприводною компонування перейшов від обсягу 2.0 до 2.2 літра, всі дизельні двигуни були оснащені системами HPCR (TDCi). Силова передача була змінена для того, щоб відповідати новим законодавством за токсичністю вихлопу. Нова модифікація (фордовськом позначення V347 для передньоприводною компонування і V348 для задньоприводною) виграла Міжнародний Фургон Року 2007.

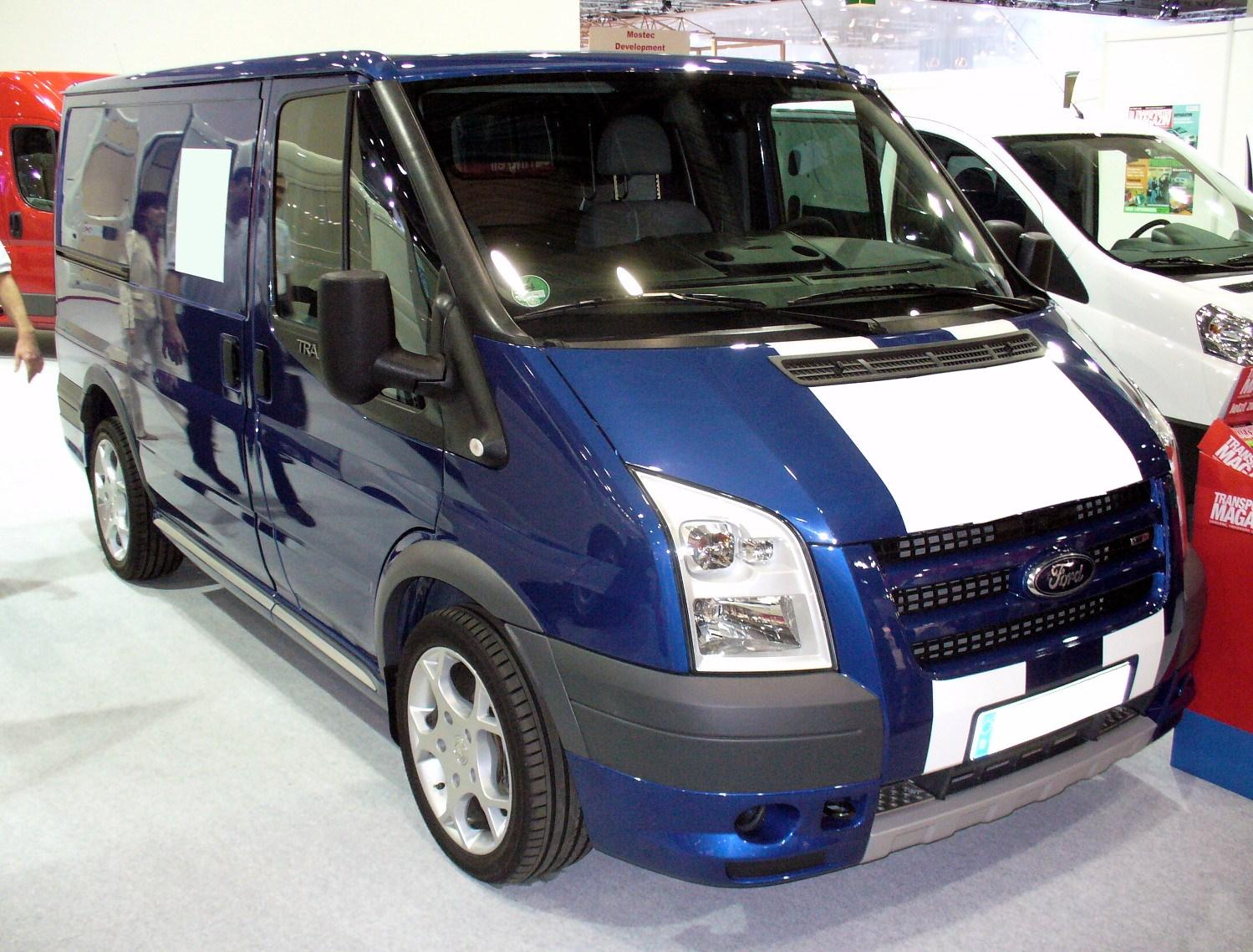
Ford Transit Sport

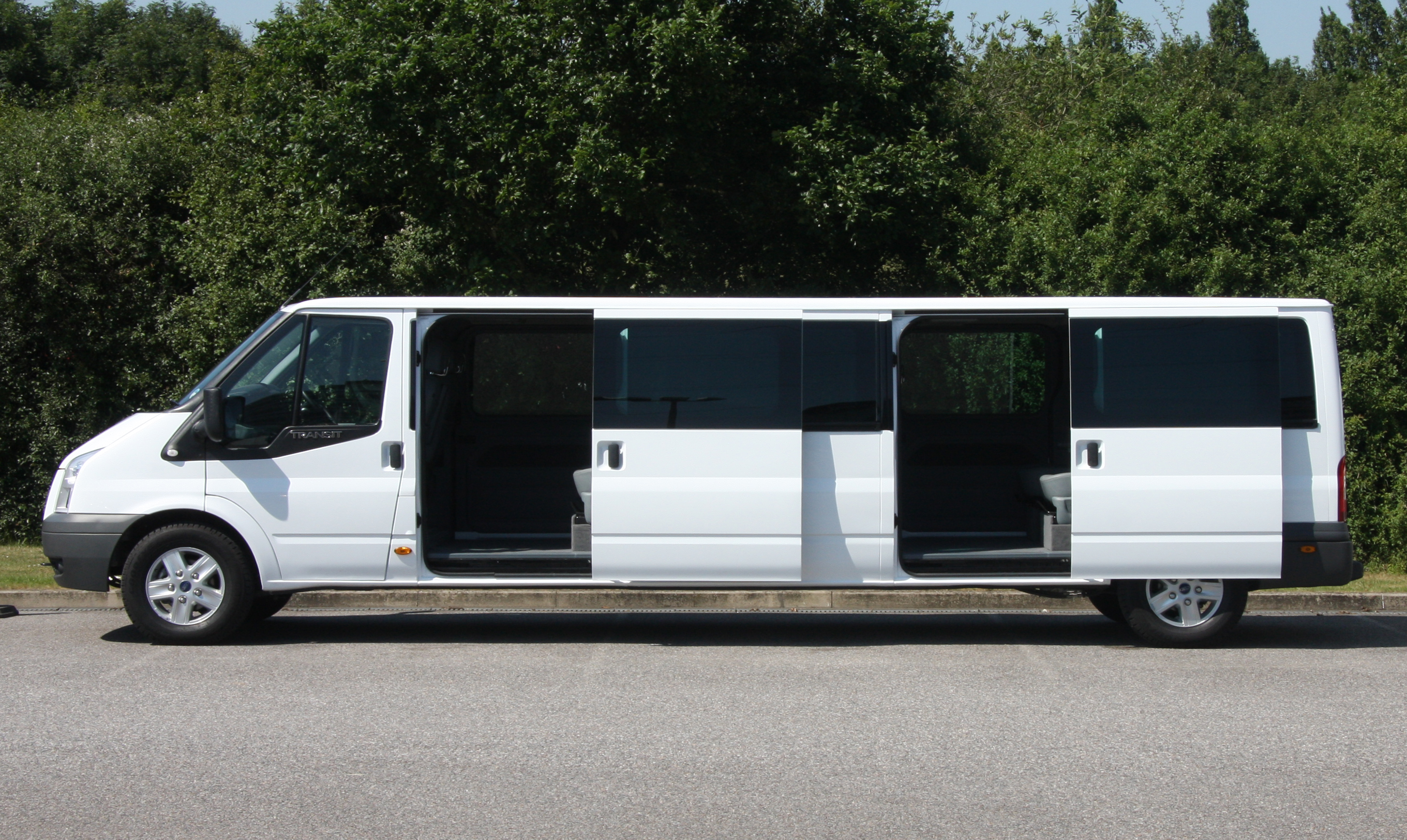
Ford Transit XXL

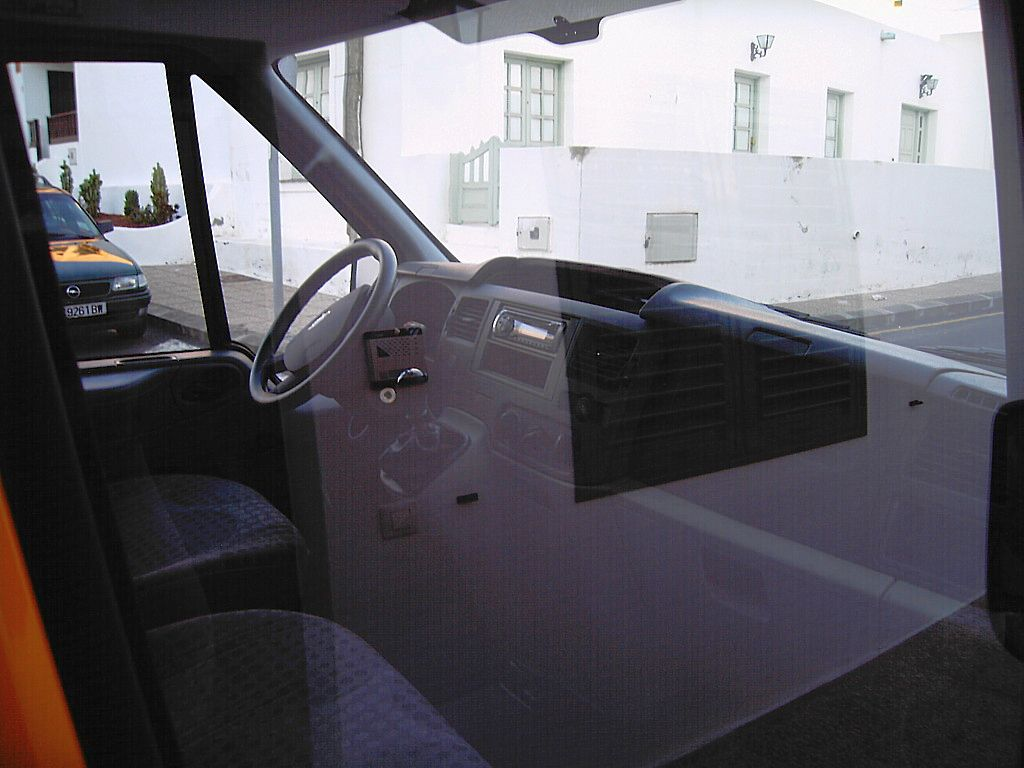

У середині 2006 року був запущений «Sport Van» - фургон обмеженого випуску, оснащений двигуном 130 к.с., що має додаткові дизайнерські деталі, смуги «Ле-Мана» і 18-дюймові колеса з легкого сплаву.
Наприкінці 2007 року для передньоприводних моделей був запущений двигун 140 к.с. у комплекті з 6-швидкісною коробкою передач в блоці з трансмісією, щоб впоратися з додатковою потужністю.
6-швидкісна коробка передач у блоці з ведучим мостом була представлена для передньоприводної модифікації середньої потужності наприкінці 2008 року, коли двигун 110 к.с. був поліпшений потужнішим 115 к.с.
Також наприкінці 2008 року щоб відповідати вищим стандартам за токсичністю вихлопу, ніж поточний вимога Євро-4, був представлений «сажевий фільтр з покриттям» (cDPF) як додаткова опція на всіх дизельних двигунах.

### Двигуни
Бензиновий
З приводом на задні колеса (RWD):
- 2,3 л Duratec І4 45 к.с. 210 Нм (LPG / CNG сумісний)

Дизельні
З приводом на передні колеса (FWD):
- 2,2 л Duratorq TDCi І4 85/115/140 к.с. 250/300/350 Нм

З приводом на задні колеса (RWD):
- 2,4 л Duratorq TDCi І4 100/115/140 к.с. 285/310/375 Нм
- 3,2 л Duratorq TDCi I5 200 к.с. 470 Нм

З повним приводом (AWD):
- 2,4 л Duratorq TDCi І4 140 к.с. 375 Нм

### Ford Transit XXL
Щоб відсвяткувати титул «Міжнародний фургон 2007 року», Ford зробив фургон-лімузин Transit XXL. Він єдиний у своєму роді серед найдорожчих Транзитів.

### Північна Америка
10 вересня 2007 року Ford Transit дебютував на американському континенті, в Мексиці, пропонуючи більше дев'яти різних моделей. Це єдина країна на континенті, в якій тепер здійснюються продаж Транзиту.
Ford заявив, що платформа Транзиту четвертого покоління буде глобальною, діючи як заміна для давно експлуатованої в Північній Америці серії E-Series/Econoline. Випуск платформи E-Series буде відбуватись до 2012 року. Тим часом для 2010 року Ford представив на ринок США менший ніж Транзит за розміром, технічно неспоріднений Transit Connect.
Через його 4-циліндрові дизельні двигуни, механічну трансмісію, меншу вагу і більш аеродинамічну конструкцію Transit має значно меншу витрату палива ніж моделі E-Series, які комплектуються на V-подібним 8-циліндровим двигуном та автоматичною трансмісію. До 2013 року E-Series конкурував на ринку США з серією Dodge Sprinter, що є торговою маркою Mercedes-Benz Sprinter - одного з головних суперників Транзиту в Європі.

## Сьоме покоління (V363; 2014—наш час)

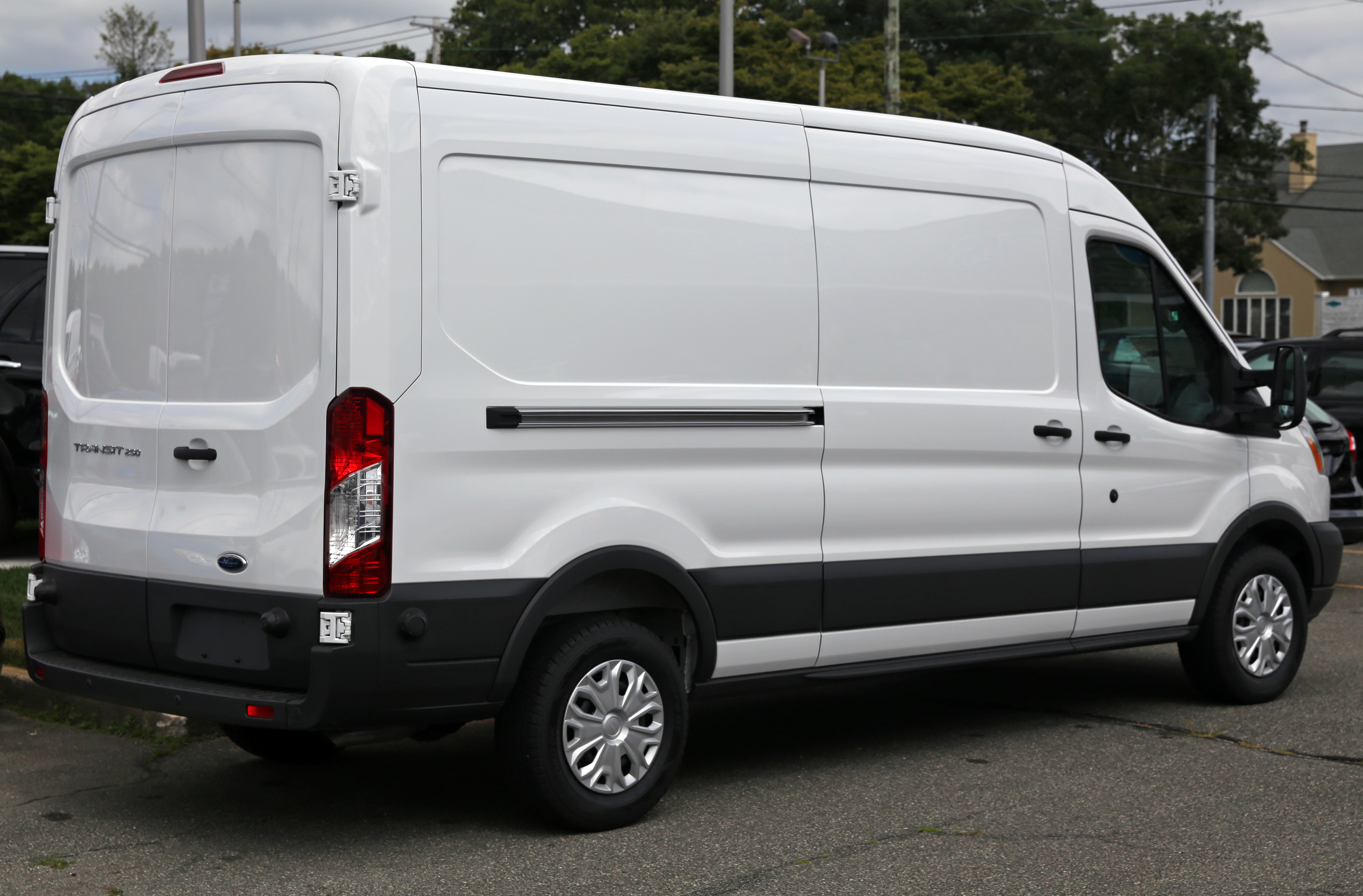
Ford Transit 7 (2014–2019)

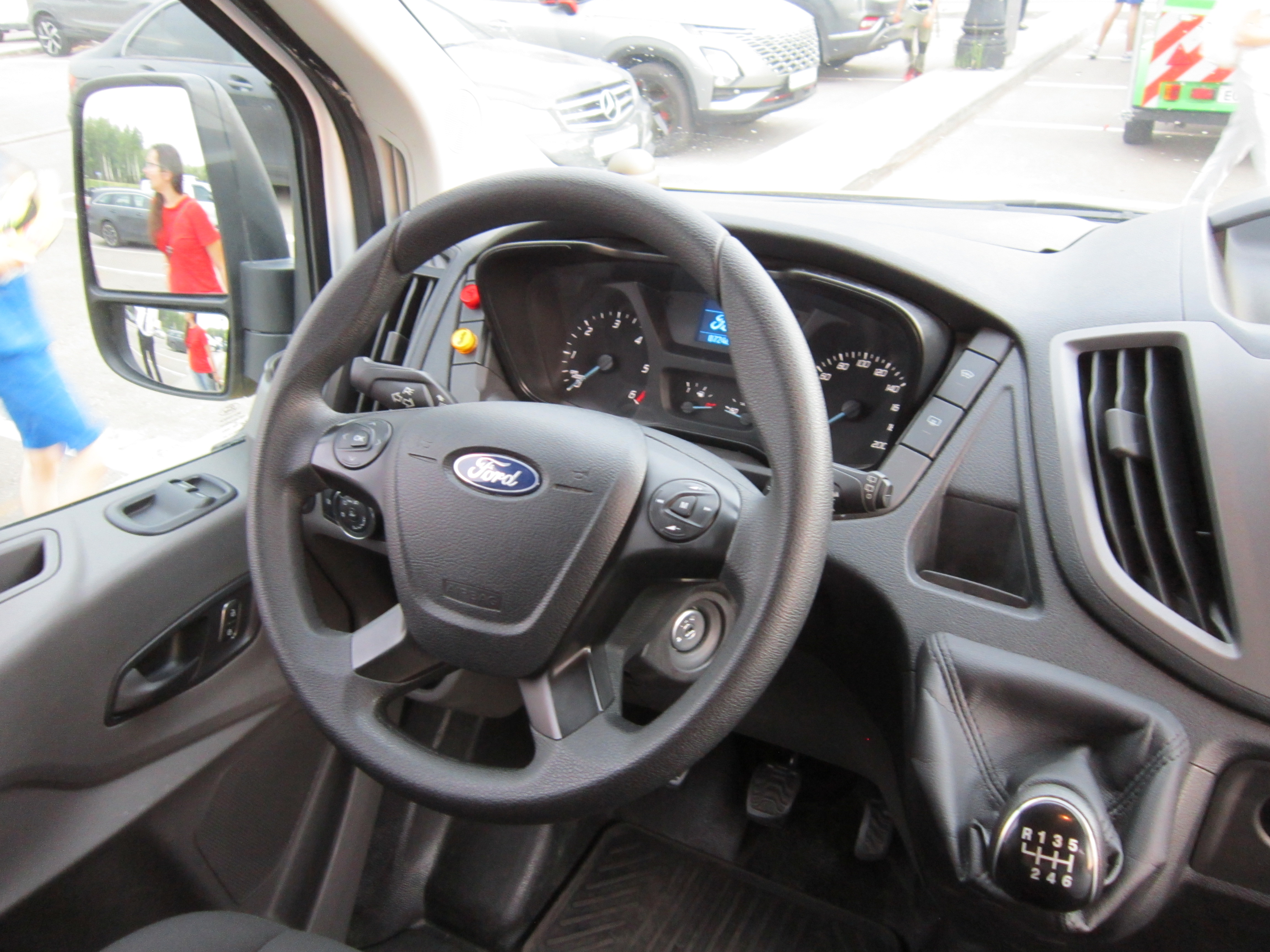

З сьомим поколінням Transit, представленим у травні 2014 року, Ford знову відкриває нові шляхи. У той час як Ford пропонував попередню модель з переднім або заднім приводом, щоб задовольнити різні вагові категорії та потреби використання, тепер у цьому сегменті пропонуються дві моделі. Менші та легші версії з виключно переднім приводом і вантажопідйомністю до однієї тонни пропонуються з вересня 2012 року як Ford Transit Custom і Tourneo Custom.
Важча версія Transit (T2) доступна у трьох довжинах і двох або трьох (північноамериканських) висотах, а також з переднім, заднім або повним приводом, з допустимою загальною вагою від 2,0 до 5,0 тонн. Поточні моделі H2 будуть на 100 мм вищі за попередні та є найменшим варіантом у Європі, як L2.У Північній Америці також доступні варіанти H1, як L2, так і L3, L4 доступний лише як H3, H3 на 150 мм вищий за свого попередника. Завдяки цьому максимальний об’єм завантаження становить понад 17 м³. Збільшення вантажопідйомності та вантажопідйомності були необхідні, оскільки це покоління є глобальним автомобілем, який замінює Ford E-Series у Північній Америці та пропонується як Ford Transit (Північна Америка)/T-Series.
Тепер доступна система «старт-стоп», а також допоміжна система підтримки смуги руху та додаткові бічні та плечові подушки безпеки.
Європейське виробництво Transit T2 здійснюється на заводі Otosan в Коджаелі, Туреччина. У лютому 2015 року, Ford оголосив про новий виробничому центрі в Валенсії, Іспанія, щоб обслуговувати зростаючі експортні ринки. Північноамериканські версії виробляються в Клейкомо, Міссурі з 30 квітня 2014 року.

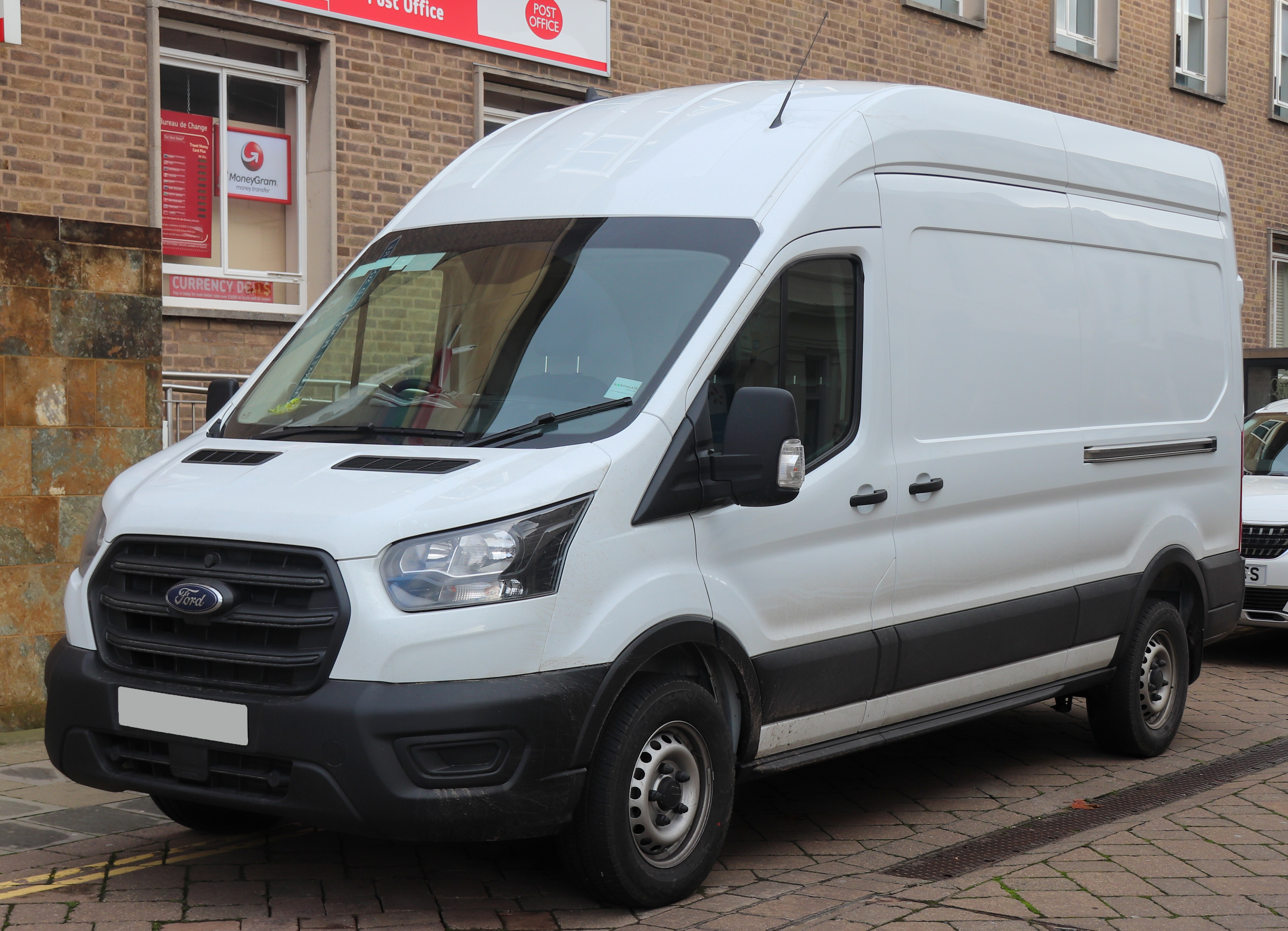
Ford Transit 7 (з 2019)

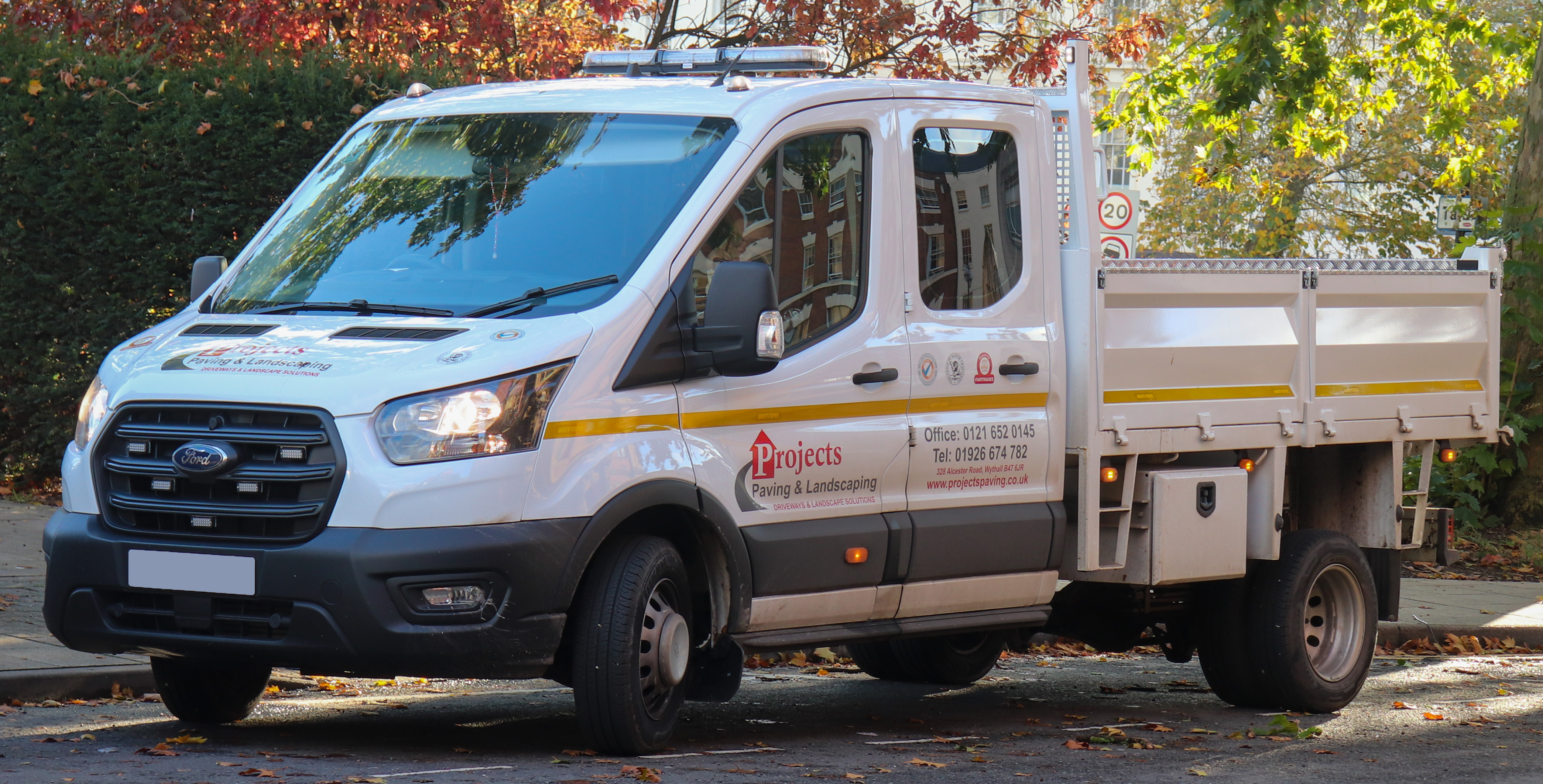
Ford Transit 7 (з 2019)

В 2019 році Ford Transit зазнав модифікації, що вирізняється оновленням передньої панелі та приладової панелі. В обох екземплярах, вироблених Otosan і Claycomo, трансмісія зазнала кількох оновлень. Для Північної Америки на заміну 3,7-літровому V6 прийшов атмосферний 3,5-літровий V6 потужністю 275 к.с. з прямим уприскуванням; 3,5-літровий твін-турбо V6 залишався опцією. Для ринків за межами Америки чотири дизельні двигуни Duratorq були замінені одним 2,0-літровим рядним турбодизелем EcoBlue (спільно з Ranger за межами Північної Америки). Двигун EcoBlue пропонується в різних варіантах потужності (105, 130, 170, 185 к.с.), а також у варіанті з м’яким гібридом (з двигуном 130 к.с.). Опція EcoBlue, спочатку призначена для продажу в Північній Америці (поряд із Transit Connect), була виключена незадовго до її появи.

### E-Transit

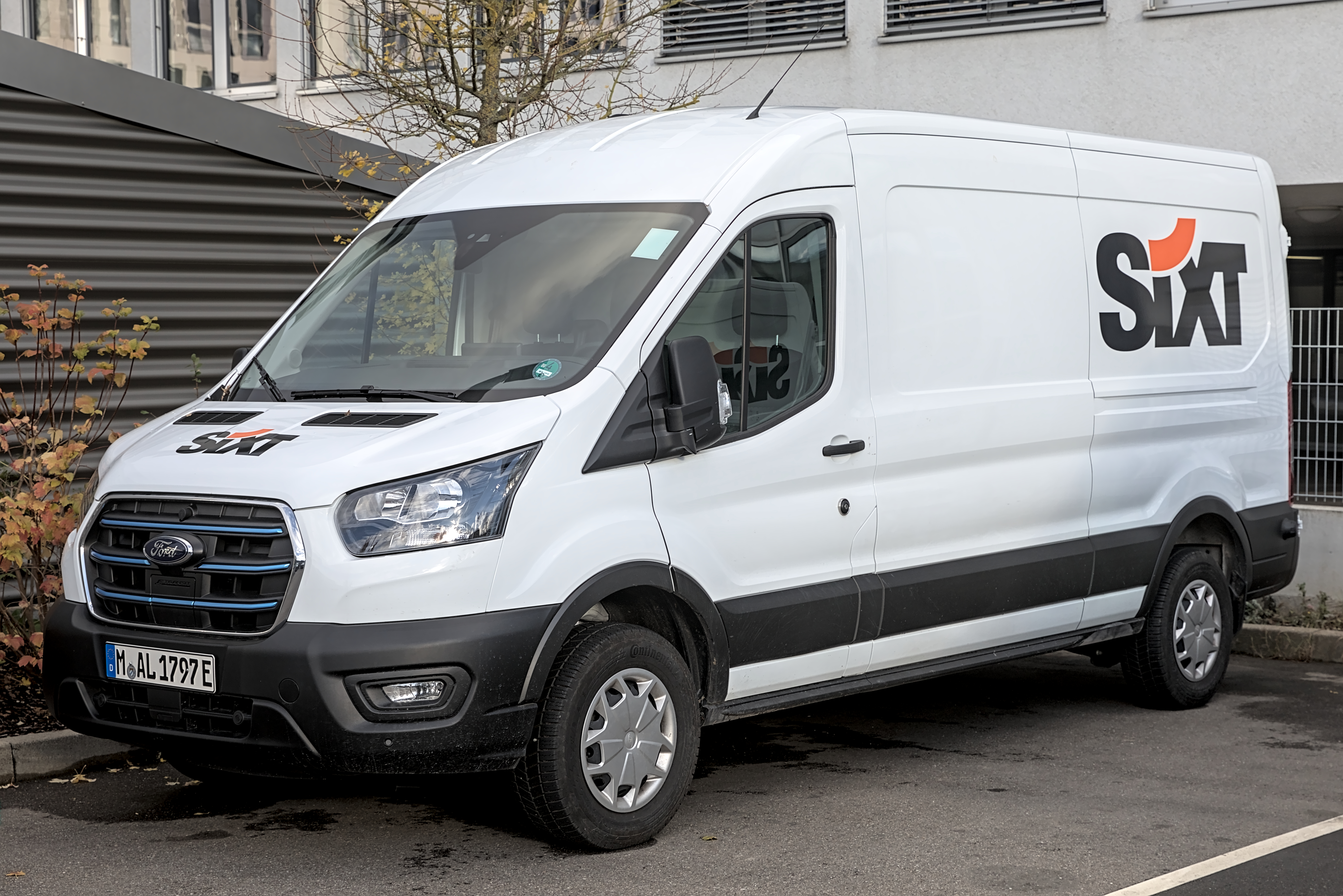
Ford E-Transit

У листопаді 2020 року компанія Ford анонсувала акумуляторний електрофургон E-Transit 2022 року. Виробництво E-Transit почалося на складальному заводі Ford у Канзас-Сіті в листопаді 2021 року. Перші E-Transit були доставлені американським клієнтам у лютому 2022 року. Виробництво E-Transit для європейського ринку почалося в Otosan у квітні 2022 року.
Тяговий акумулятор із рідинним охолодженням взято від Mustang Mach-E; корисна потужність становить 68 кВт-год з загальною потужністю 77 кВт-год. Максимальна швидкість зарядки становить 11,3 кВт (змінний струм) або 115 кВт (постійний струм). Вхід комбінованої системи заряджання транспортного засобу знаходиться на передній частині автомобіля, під емблемою виробника. Тяговий двигун E-Transit спільний з Ford F-150 Lightning з номінальною потужністю 266 к.с. 430 Н⋅м. у Великобританії він пропонується з двома потужностями тягового двигуна, 181 або 265 к.с.; обидва виробляють той же крутний момент, що й модель для США. При роботі в режимі Eco потужність обмежена 133 к.с. Заявлений максимальний запас ходу в 203 км (EPA) досягається за допомогою моделі з низьким дахом. За циклом WLTP максимальний запас ходу становить 317 км. Якщо оснащено опцією Pro Power Onboard, E-Transit може постачати до 2,4 кВт електроенергії для інструментів і аксесуарів через звичайні розетки змінного струму.

### Двигуни
Бензинові
- 2.0 L EcoBoost I4 (тільки Китай)
- 2.3 L Duratec I4 (тільки Європа)
- 3.5 L Ti-VCT V6 (тільки Північна Америка)
- 3.7 L Ti-VCT Duratec 37 V6 275 к.с. 260 Нм (тільки Північна Америка)
- 3.5 L EcoBoost V6 310 к.с. 400 Нм (Північна та Південна Америка включають лише Transit Prisoner Transport Vehicle)

Дизельні
- 2.0 L EcoBlue TDCi I4 105/130/170/185 к.с. (з 2019)
- 2.0 L Duratorq TDCi I4 (тільки Китай)
- 2.2 L Duratorq TDCi I4 100/125/155 к.с. 310/350/385 Нм (тільки Європа та Австралія)
- 2.4 L Duratorq TDCi I4 (тільки Європа)
- 3.2 L Duratorq TDCi/Power Stroke I5 185 к.с. 350 Нм (усі ринки, крім Південної Америки)

Diesel Hybrid
- 2.0 L EcoBlue Hybrid mHEV TDCi I4 130 к.с. (з 2019)

## Китайський ринок

### Друге покоління Transit (1997–2016)

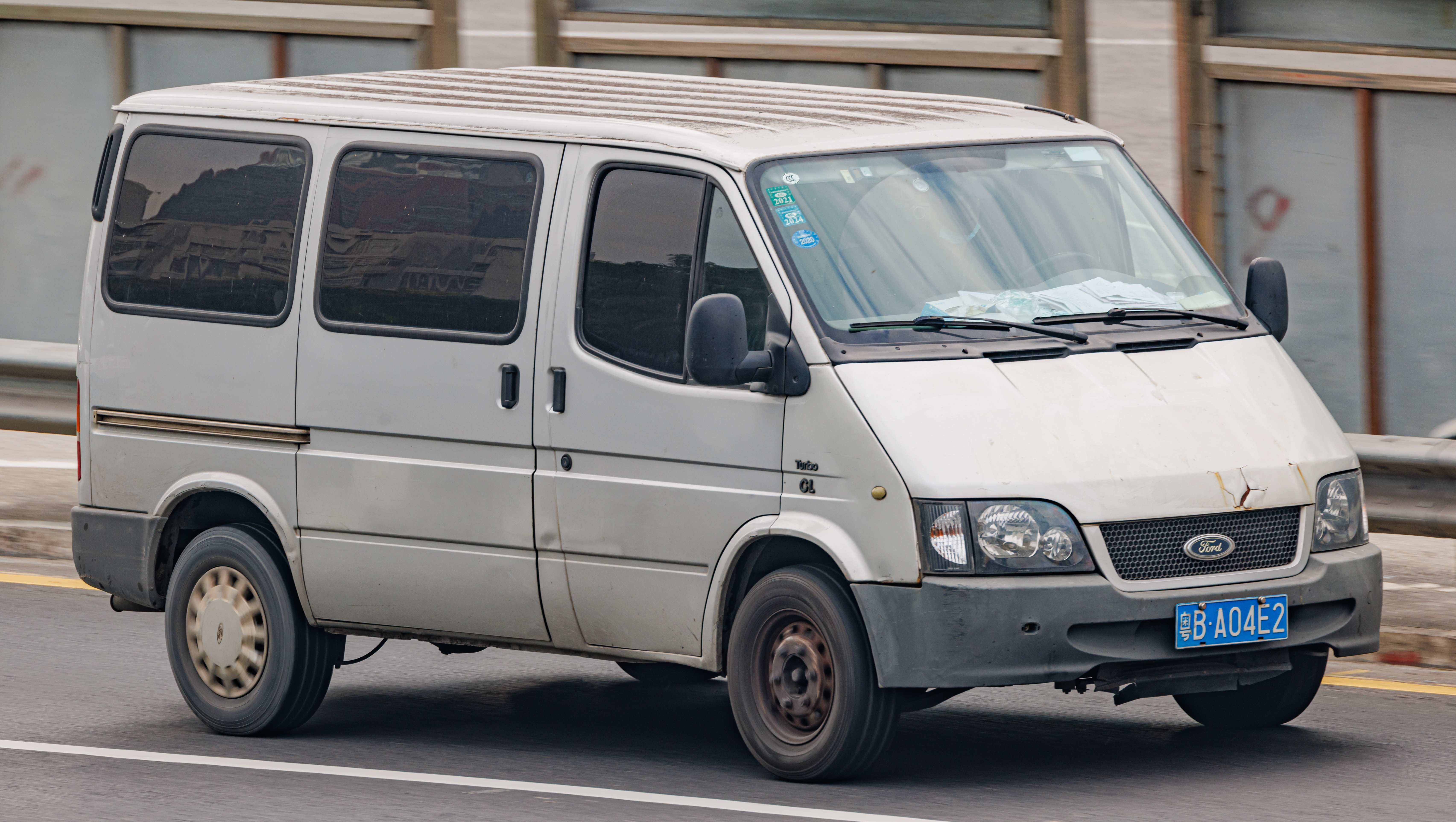
Ford Transit (Китай)

Представлений у 1997 році, Ford Transit VJX6541DK-M — це ліцензійна версія Transit, що збирається компанією Jiangling Motors (JMC) у Наньчані. Вироблявся виключно для внутрішнього ринку Китаю та був розроблений на базі платформи VE6/VE83/VE94 другого покоління. Порівняно зі своїм попередником Ford, який випускався з 1986 по 2000 рік, JMC внесла 70 суттєвих оновлень у дизайн. Зовнішній вигляд відрізнявся переглядом передньої панелі, включаючи більші передні фари та перероблену решітку радіатора та передній бампер. Інтер'єр зазнав кількох ергономічних покращень. Максимальна швидкість становить 110 км/год.
Спільно використовуючи основу з Transit другого покоління, Transit, побудований JMC, суттєво відрізнявся конфігурацією силового агрегату. Замість двигунів виробництва Ford, модельний ряд використовував 2,4-літровий рядний чотирициліндровий двигун виробництва Mitsubishi потужністю 92 кВт. Пропонувалися два 2,8-літрові рядні чотирициліндрові дизельні двигуни виробництва Isuzu: версія з атмосферним наддувом потужністю 67,6-68 кВт та версія з турбонаддувом та проміжним охолодженням потужністю 80-85 кВт.

#### JMC Teshun

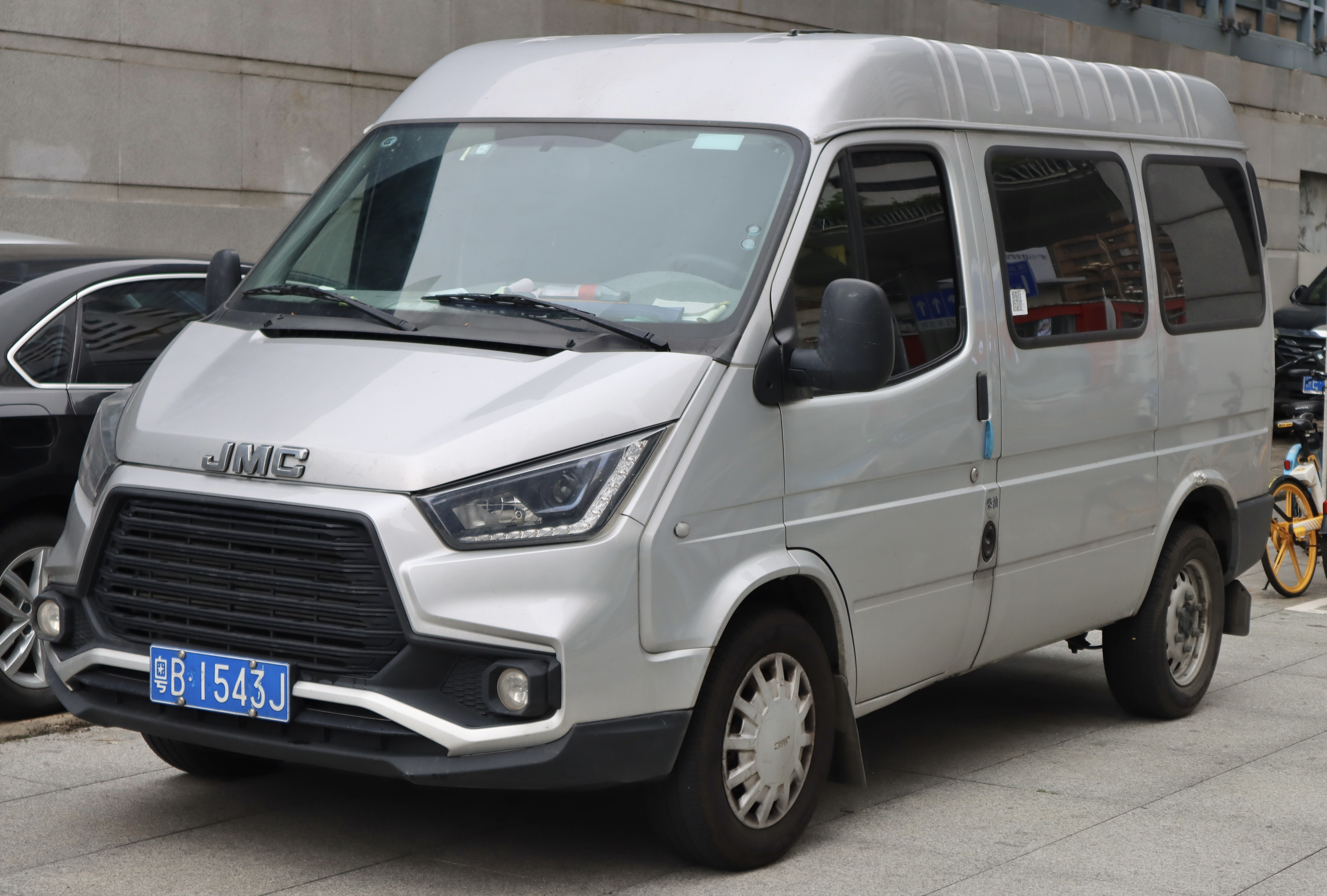
JMC Teshun

Починаючи з травня 2017 року, Jiangling Motors замінила ліцензований Ford Transit на фургони JMC Teshun. Хоча Teshun має більшу частину кузова, схожу з попередником, він зазнав редизайну передньої панелі з більшим переднім бампером та решіткою радіатора. Інтер'єр зазнав оновлення приладової панелі.
Зберігаючи платформу VE83 другого покоління Transit, бензиновий Teshun пропонується з рядним чотирициліндровим двигуном об'ємом 2,4 л (код двигуна: 4G69S4N) виробництва Mitsubishi потужністю 136 к.с. та крутним моментом 200 Н⋅м, а дизельний Teshun пропонується з рядним чотирициліндровим турбодизелем об'ємом 2,8 л (код двигуна JX493ZLQ, по суті модифікована версія двигуна Isuzu 4JB1) виробництва Jiangling потужністю 116 к.с. та крутним моментом 285 Н⋅м.
У серпні 2021 року було представлено оновлений Teshun, оновлення включають редизайн передньої панелі, решітки радіатора, фар та переднього бампера. Задня частина автомобіля не змінилася.

### Transit третього покоління (2009–2023)

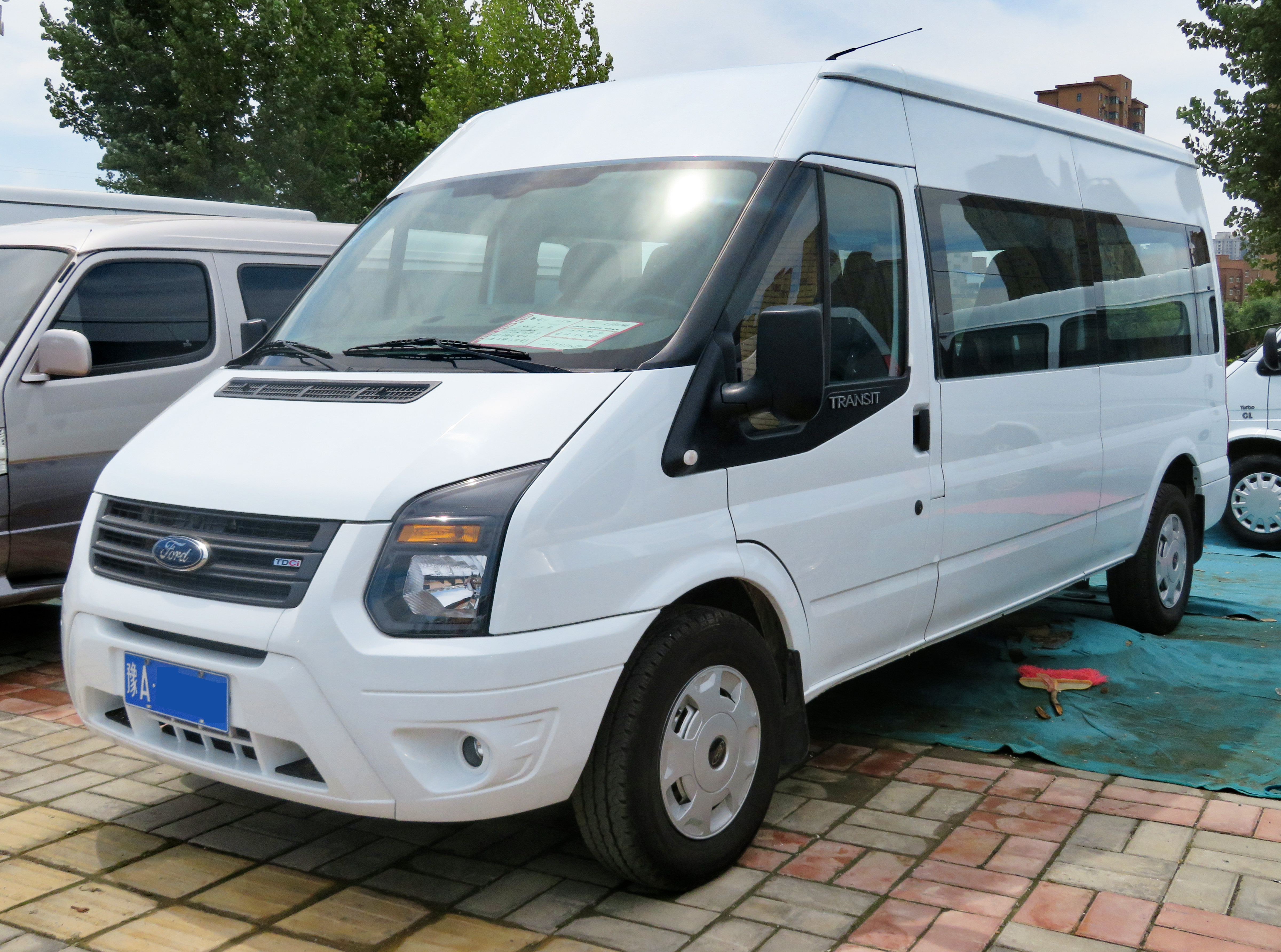
Ford Transit

Виробництво Ford Transit третього покоління в Китаї розпочалося у 2008 році. Він продається паралельно з поколінням китайського Транзита V347/V348, моделлю 2006 року. Вибір двигунів включав 2,2-літровий турбодизель, 2,3-літровий бензиновий двигун та 2,4-літровий турбодизель. Transit у Китаї отримав оновлений вигляд з 2013 модельного року з новими фарами та задніми ліхтарями.

#### Ford Transit Pro 2021 року
Модельний ряд отримав оновлений вигляд для виробництва 2021 року, представлений як Ford Transit Pro на Пекінському автосалоні 2020 року. Відрізняючись оновленою передньою частиною та задніми ліхтарями, оновлення включало оновлений силовий агрегат, що відповідає стандарту викидів Національного стандарту VI в Китаї.
Transit Pro також вироблявся та продавався у В'єтнамі як Ford Transit у 2022 році.

#### JMC Fushun 2022 року

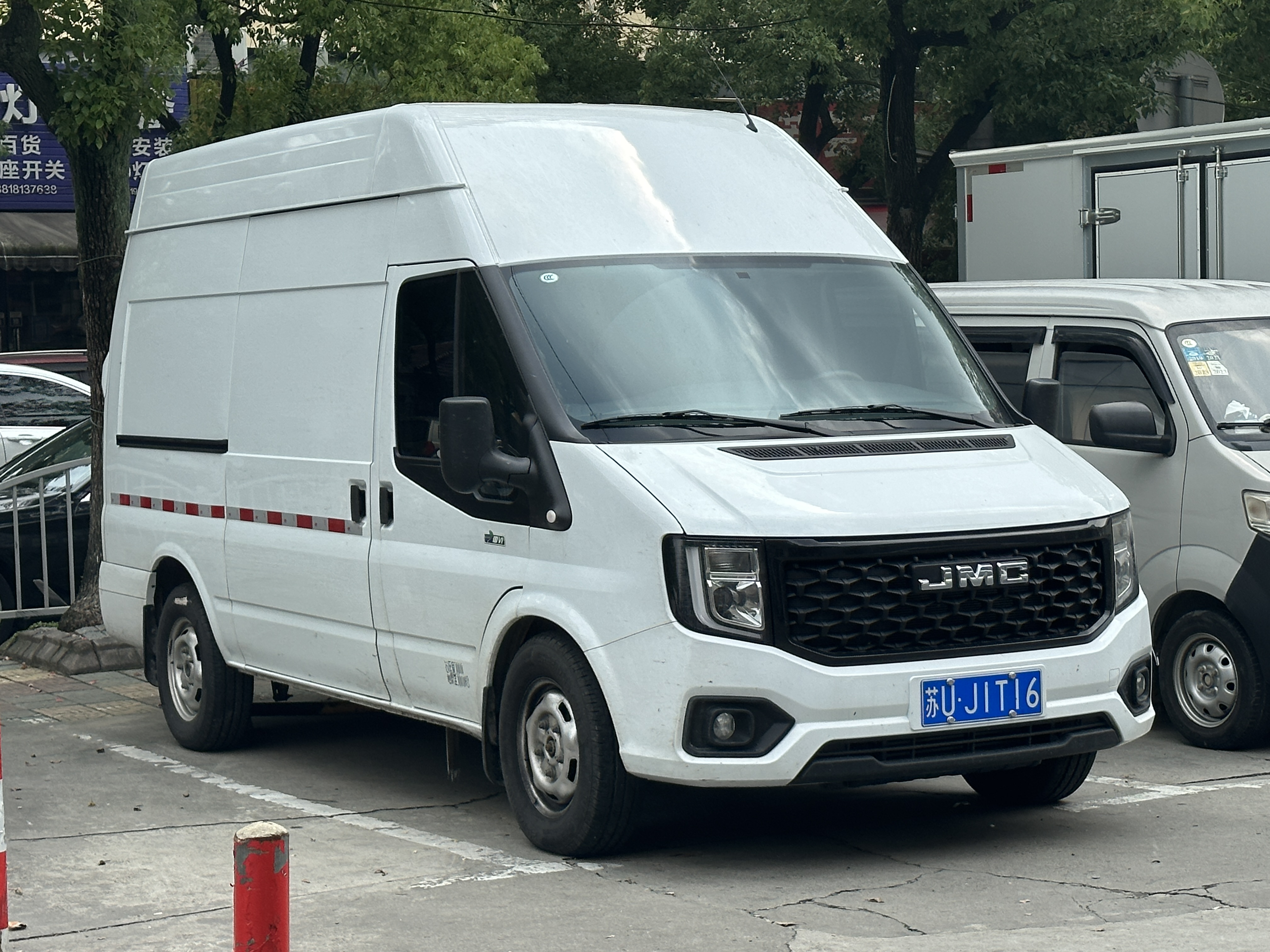
JMC Fushung

В середині 2022 року компанія Jiangling Motors випустила JMC Fushun на базі Transit Pro. Згідно з офіційними даними, модель була оснащена 2,0-літровим рядним чотирициліндровим турбодизельним двигуном (код двигуна JX4D20A6H, модифікований двигун Ford ZSD-420) потужністю 146 к.с. та крутним моментом 355 Н⋅м у парі з 6-ступінчастою механічною коробкою передач.

### Transit T8 (2023-дотепер)

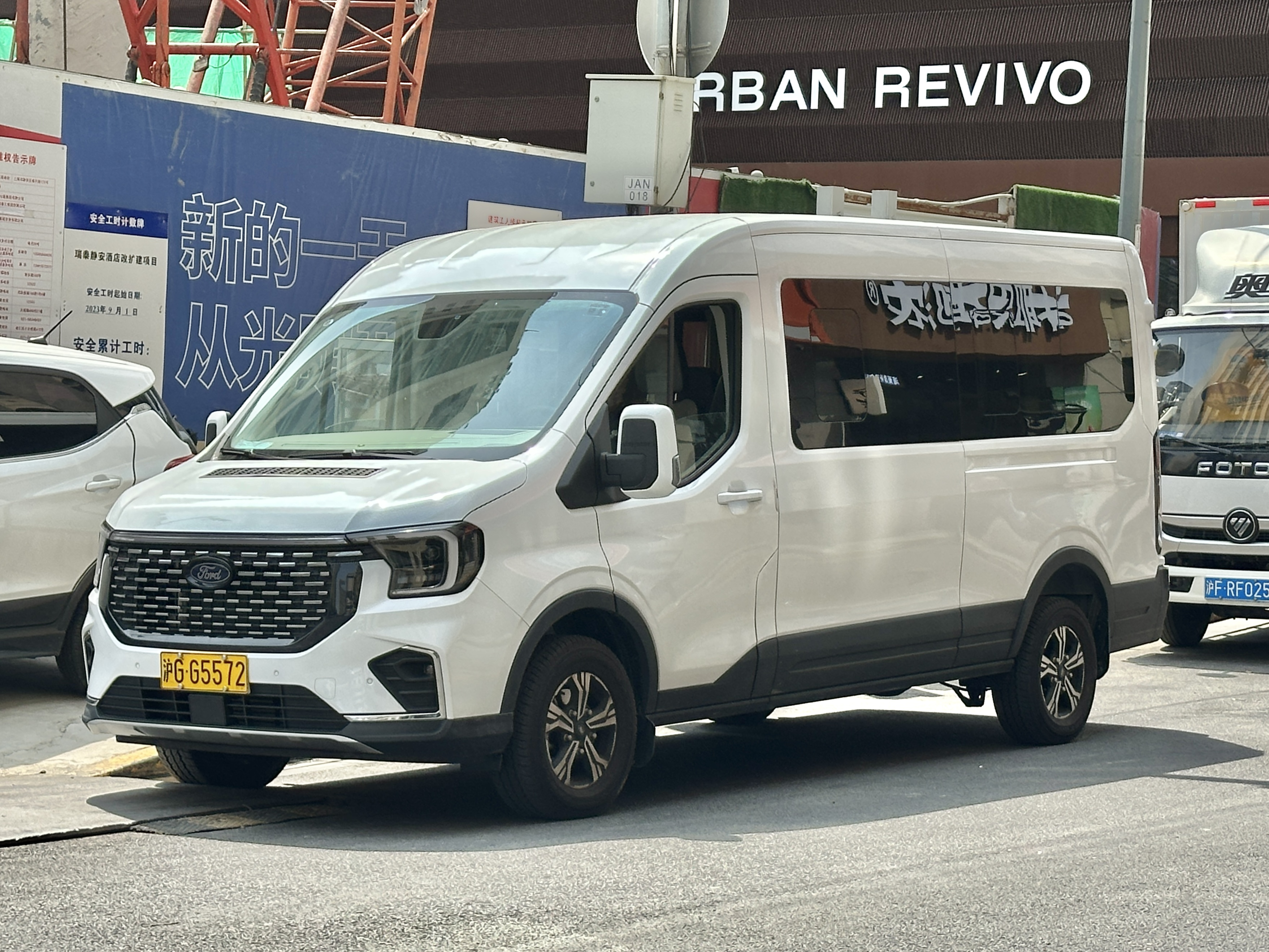
Ford Transit T8 (з 2023)

У серпні 2023 року компанія JMC Ford вперше представила на китайському ринку Ford Transit четвертого покоління. 
Новий автомобіль, який отримав назву Transit T8, спочатку мав кодову назву Transit V363. Наразі JMC Ford пропонує Transit T8 або з електродвигуном, або з двома різними дизельними двигунами: 2,3-літровим турбодизельним двигуном Ford Puma п'ятого покоління або 2,0-літровим турбодизельним двигуном.  Доступна 6-ступінчаста механічна коробка передач разом з 8-ступінчастою автоматичною.

## Подібні моделі

### Ford Transit Courier

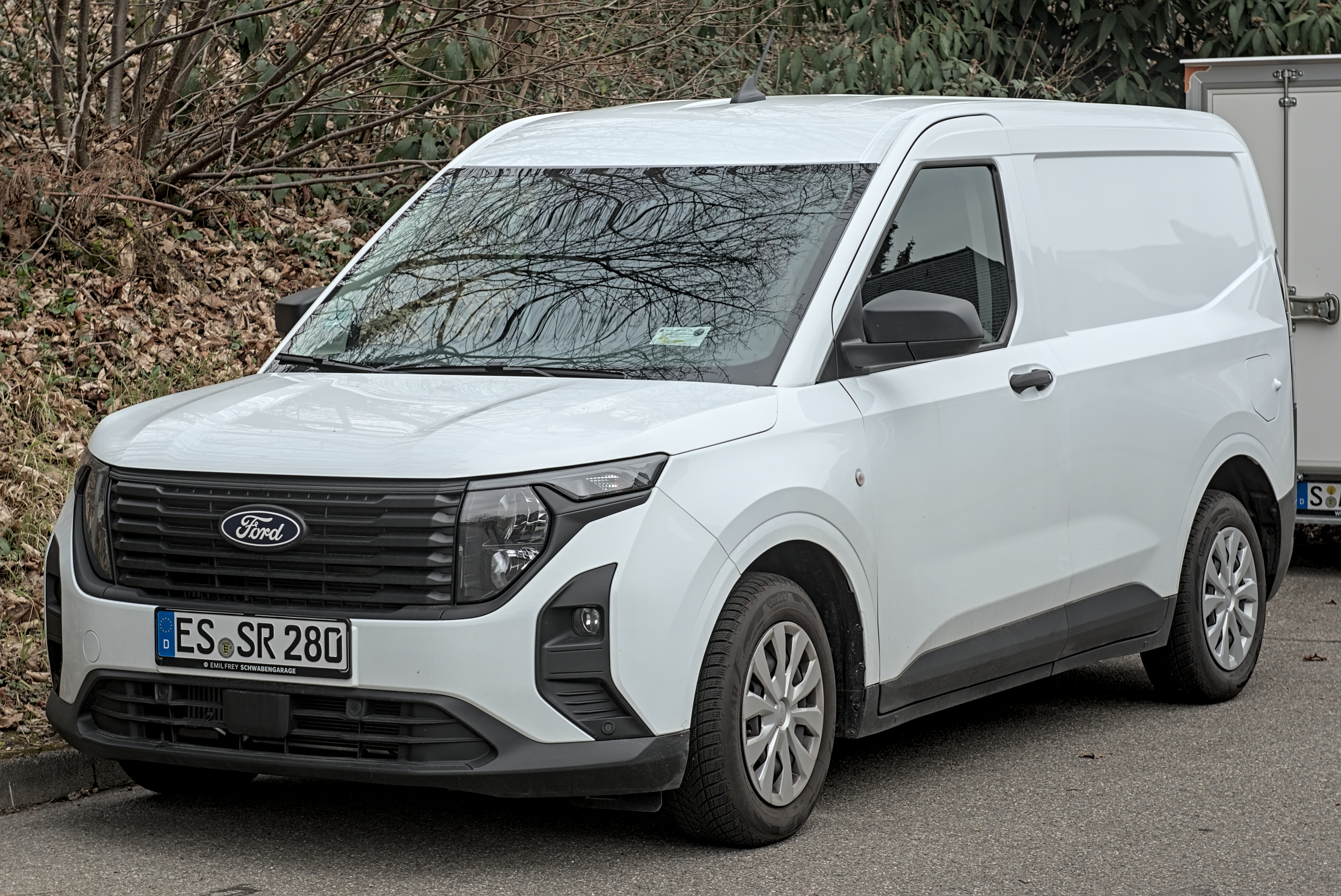
Ford Transit Courier

Ford Transit Courier — компактний фургон збудований на B-платформі компанії Ford представлений в квітні 2013 року. довжина автомобіля дорівнює 4160 мм.
Пасажирська версія фургона отримала назву Ford Tourneo Courier.

### Ford Transit Connect

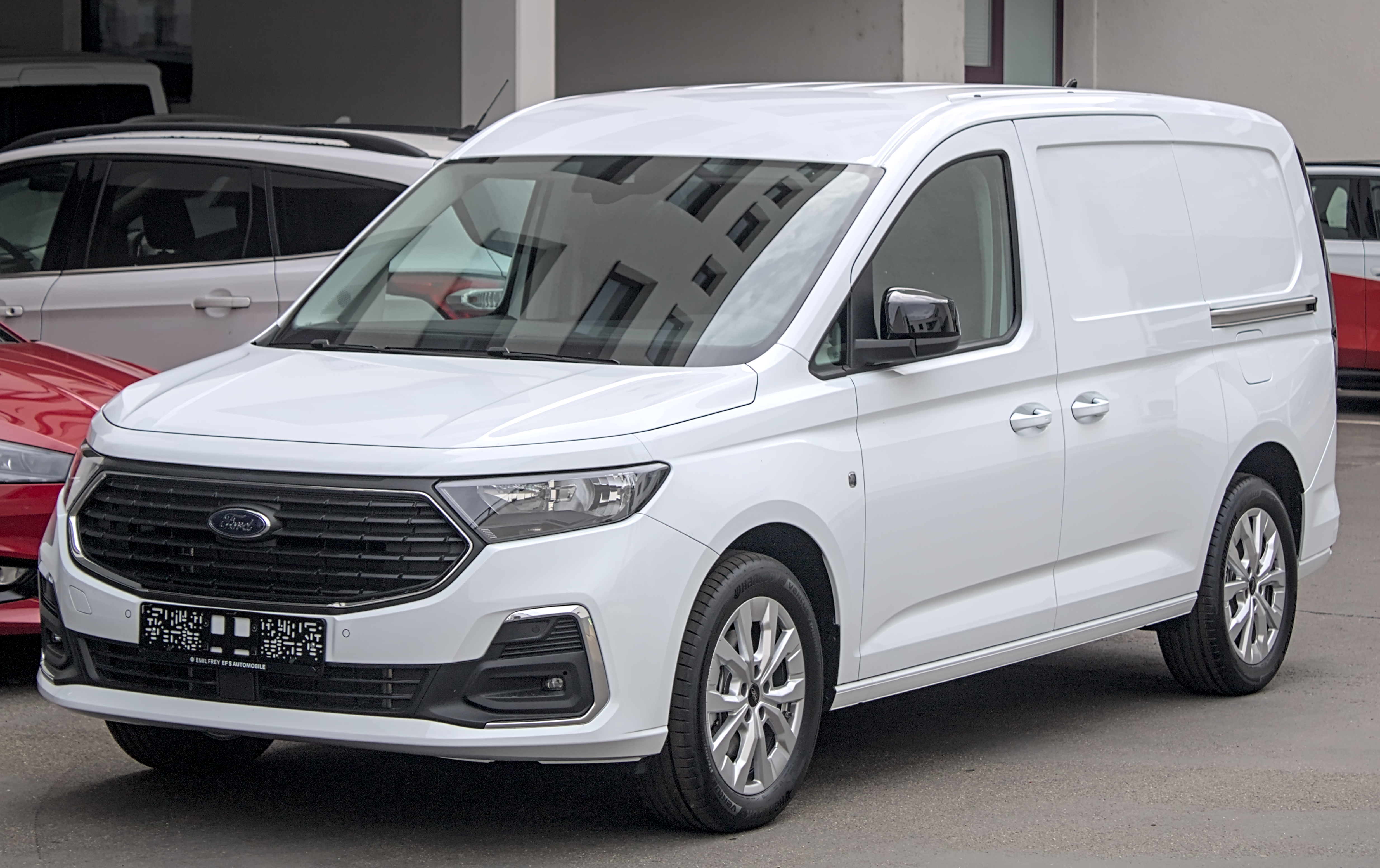
Ford Transit Connect

Ford Transit Connect - компактний вантажний фургон компанії Ford, що виготовляється з 2002 року. Пасажирська версія фургона отримала назву Ford Tourneo Connect.

### Ford Transit Custom

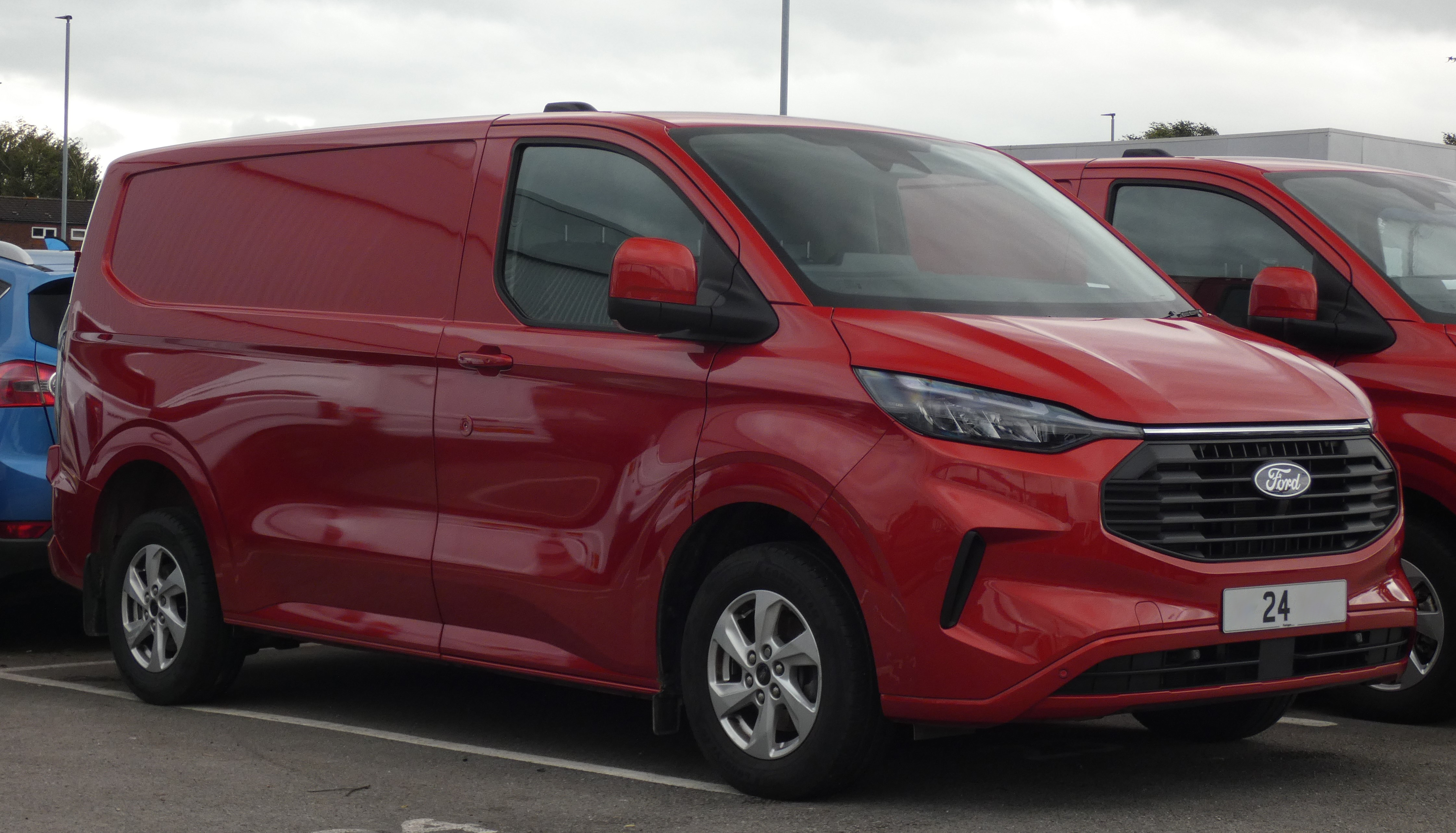
Ford Transit Custom

Ford Transit Custom - передньоприводний мікроавтобус вантажопідйомністю 1 тонна, що пропонується з вересня 2012 року.  Автомобіль покликаний скласти конкуренцію Mercedes-Benz Vito, Volkswagen Transporter, Renault Trafic. Пасажирська версія називається Ford Tourneo Custom.

## Продажі
| Рік  | Європа  | США                             | Канада |
| ---- | ------- | ------------------------------- | ------ |
| 2010 | 105,129 |                                 |        |
| 2011 | 122,860 |                                 |        |
| 2012 | 129,214 |                                 |        |
| 2013 | 134,268 |                                 |        |
| 2014 | 168,802 | 20,448                          | 662    |
| 2015 |         | 117,577                         | 8767   |
| 2016 |         | 143,244                         | 10,204 |
| 2017 |         | 127,360                         |        |
| 2018 |         | 137,794                         |        |
| 2019 |         | 153,868                         |        |
| 2020 |         | 131,557                         |        |
| 2021 |         | 99,745                          |        |
| 2022 |         | 99,382 (в т.ч. 6,500 E-Transit) |        |

## Зноски
1. ↑  Top 20 best-selling vans of all time. Parkers Van News. Bauer Media. Процитовано 12 серпня 2015.
2. 1 2  cite episode 
Series 06, Episode 07 Top Gear (series 6) Top Gear (2002 TV series) 10 July 2005
3. ↑  «Van World» marketing periodical; in article «1965-1995: 30 years and 3,000,000 Transits later »; pub. Ford Motor Company Ltd., Brentwood, UK; Autumn 1994
4. 1 2 3  journal Autocar № 128 (nbr 3766) Maurice A Smith (Ed), The [Ford] Light Commercials стор. 105 18 April 1968
5. ↑  Двигуни і габаритні розміри Ford Transit 1986-2000. Архів оригіналу за 7 листопада 2012. Процитовано 9 липня 2010.
6. ↑  Ford Transit (рос.)
7. ↑  Двигуни і габаритні розміри Ford Transit 2000-2006. Архів оригіналу за 7 листопада 2012. Процитовано 9 липня 2010.
8. ↑  Ford EU TRANSIT [Архівовано 4 березня 2016 у Wayback Machine.] 10-07-2010
9. ↑  Двигуни і габаритні розміри Ford Transit 2006. Архів оригіналу за 23 січня 2011. Процитовано 8 липня 2010.
10. ↑  Ford breaks ground on $ 300 million China plant - Yahoo! News 2010-07-26
11. ↑  【图】媲美家用车！江铃福特全顺T8首发亮相. 汽车之家 (zh-CN) . Процитовано 13 липня 2025.
12. ↑  【全顺T8】江铃福特_全顺T8价格_全顺T8报价_图片_汽车之家. car.autohome.com.cn. Процитовано 13 липня 2025.
13. ↑  Ford U.S. December Retail Sales up 5 Percent - a 12-Year High; Ford America's Best-Selling Brand for Seventh Year (Пресреліз). USA: Ford. 4 січня 2017. Архів оригіналу за 11 жовтня 2017. Процитовано 10 серпня 2017.
14. ↑  https://media.ford.com/content/dam/fordmedia/North%20America/US/2018/01/03/dec17-sales.pdf
15. 1 2  Ford Transit Sales Numbers, Figures, Results. Ford Authority.
16. ↑  Cain, Timothy. Ford Transit Sales Figures. goodcarbadcar.net.
17. ↑  F-Series Captures America’s Best-Selling Truck Crown For 46th Straight Year; Ford Posts Record Electric Vehicles Sales, Harnesses No. 2 EV Automaker Spot; Ford Expands Total Market Share In 2022. Ford Media Center. 5 січня 2023. Архів оригіналу за 12 січня 2023. Процитовано 9 січня 2023.